# 林憶蓮
林憶蓮（英語：Sandy Lam Yik Lin，1966年4月26日—），香港女歌手，音樂事業橫跨港台、中國大陸和日本等亞洲地區。1982年，她加入香港商業二台擔任兼職DJ，從此踏入娛樂圈。1985年，推出首張個人專輯《林憶蓮》踏入樂壇。
林憶蓮在1990年至1992年連續三年奪得《叱咤樂壇流行榜頒獎典禮》「叱咤樂壇女歌手金獎」。1990年，她發行首張國語專輯《愛上一個不回家的人》打開亞洲市場，在臺灣賣出60萬張的銷量。1992年5月至11月，在廣州、台北、深圳、北京和上海舉行演唱會，成為首位完成大中華區巡迴演唱會的女歌手。1993年，和李宗盛合唱電影《霸王別姬》的主題曲〈當愛已成往事〉，成為該年度最受歡迎的歌曲之一。1995年，於滾石唱片推出的專輯《Love, Sandy》在台灣銷量高達80多萬張。2000年加盟維京音樂，推出專輯《林憶蓮's》中的主打歌〈至少還有你〉再創事業巔峰，成為她最具代表性的經典歌曲之一。在1995年及2001年新加坡YES 933主辦的新加坡金曲獎中，林憶蓮獲頒「最佳演繹女歌手獎」，及於2002年拿下「亞太最受推祟女歌手大奬」。2013年，林憶蓮憑專輯《蓋亞》在台灣獲得《第24屆金曲獎》「最佳國語女歌手獎」、「最佳國語專輯獎」和「最佳專輯製作人獎」等大獎；其中她更以評審一輪壓倒性通過的票數奪下歌唱生涯首座「金曲歌后」。2017年，林憶蓮參加中國湖南衛視節目《歌手2017》並獲得當季總冠軍。2019年，林憶蓮憑專輯《0》在台灣《第30屆金曲獎》再次以壓倒性票數奪下「最佳國語女歌手獎」及獲得「最佳演唱錄音專輯獎」。

## 背景
林憶蓮1966年在香港出生，祖籍浙江省寧波市，童年時分別在美孚和在上海人聚居的北角明園西街度過，父親是中樂團成員。她父親為了紀念前女友叫阿蓮，就給女兒起名為「憶蓮」。她小學時就讀美孚新邨聖德肋撒書院（小學部，初小）和北角街坊會陳維周夫人紀念學校，中學時升讀跑馬地藍塘道的名校瑪利曼中學。她與香港女歌手陳慧嫻是中五時的同班同學。
林憶蓮的父親林德華是香港中樂團的二胡樂師，母親李佩華則鍾情紹興戲，也在酒樓唱小曲幫忙補貼家用，她從小就喜歡接觸音樂，時常靠在收音機旁邊，跟着哼哼唱唱。但小時候的林憶蓮，從沒有想過要當歌手，反而夢想成為一個畫家。
林憶蓮身高只有159厘米，單眼皮、小眼睛，兒時覺得自己長得並不漂亮，爸爸媽媽給她一個綽號「醜八怪」。林憶蓮唸小學時一直沒有英文名字。初上中學，被老師問到她的英文名字。她一時心急，想起當年美國電影《油脂》的女主角英文名叫Sandy，就對老師說：「My name is Sandy.」從此她就取了Sandy這個英文名字。

## 事業發展

### 1982-1984年：入行前
1982年，林憶蓮唸中四時，商業電台節目《第一次》招募DJ，她陪同學一起報名，結果無心插柳地成為商業二台的兼職DJ。俞琤給她取了藝名「六一一」（陸一一）（6+1+1三個數字加起來等於八，意指八卦），用意就是要把她塑造成一個八妹仔DJ。她曾經參與過的電台節目包括《六一一學生週記》、《611時間》、《年青人時間》以及《普普世界》。就這樣兼職做了兩年DJ，中五畢業後她又當了一年全職DJ。
1983年，林憶蓮在一次電台的戶外演出中，唱了一首英文歌〈Crying in the Rain〉，結果被唱片公司CBS Sony的高層及唱片監製 Tony Lee 李添（也就是作曲人李雅桑）簽下成為合約歌手。不過，當時公司沒有馬上為她推出專輯。另一方面，林憶蓮始終覺得自己口才不夠，不適合當DJ，所以就在這時候，她毅然辭退電台的工作，開始作出其他嘗試。1984-1985年期間，她拍過一些電影，又演過電視劇，並當過電視節目《青春道上》的主持。1984年9月，她更以「611」的藝名與林姍姍、陳慧嫻、李麗蕊、鮑翠薇在大專會堂演出青春音樂劇《初戀五重奏》。

### 1985-1986年：正式出道
1985年4月，年僅19歳的林憶蓮推出個人首張同名粵語專輯《林憶蓮》，走日系少女風格。主打歌〈愛情 I Don't Know〉改編自日本女歌手松田聖子的作品。由於初出道時的林憶蓮無論臉蛋和唱功都十分稚嫩，且形象部分過於模仿日本偶像，令專輯難以引起聽眾的迴響，結果銷量未能達到金唱片的水平。由於林憶蓮對自己的演唱能力沒有信心，覺得自己長得並不好看，且又不知道如何面對傳媒的提問和批評，對她而言這些都是挫折。於是她遂向唱片公司表示自己不適合當歌手，但唱片公司老闆勸她再發一張專輯才做決定。而從第二張專輯開始，林憶蓮努力尋找適合自己的形象，並且積極參與選曲和專輯製作的工作。
1986年，無綫電視音樂節目《新地任你點》改革，林憶蓮開始主持整個節目，在《蓮子廣場》環節中專門報導日本藝能界的消息。同年3月，推出第二張個人專輯《放縱》，歌曲風格開始轉變，同名主打歌歌詞一句「我空虛、我寂寞、我凍」，開始引起了聽眾的迴響，專輯賣出了白金數字。

### 1987-1988年：個人突破
1987年2月，林憶蓮推出第三張專輯《憶蓮》，這時候她換上了一頭成熟的曲髮，歌曲走歐美成人當代音樂路線。由於形象上的改變，及其創新的音樂風格均被越來越多歌迷接受，專輯總銷量超過雙白金數字。同年7月，她發行第四張專輯《灰色》，同名歌曲〈灰色〉火速大熱，副歌一句「灰色...hahaha, hahaha, ha」在香港唱到街知巷聞，林憶蓮以該曲躋身一線女歌手的行列。該年是林憶蓮在事業上的一個轉折和突破，歌藝也突飛猛進。
1988年6月，林憶蓮剪短頭髮，配上比較復古的妝，推出第五張專輯《Ready》，並引入當時粵語流行樂壇還不常見的爵士和節奏藍調風格。雖然專輯銷量不如《灰色》，但作品被評為有格調及品味，開拓出她有別主流的個人風格。林憶蓮在 CBS Sony 公司完成了三年五張專輯的合約後，就加盟華納唱片。這段時期，她先後跟資深歌手曾路得及香港女高音歌唱家、教育家江樺（Ella Kiang）學習唱歌。

### 1989-1994年：巔峰時期
自1988年底至1990年底三年間，林憶蓮一連推出三張「都市觸覺」系列的概念專輯《都市觸覺 Part I City Rhythm》、《逃離鋼筋森林》和《Faces And Places》，以及三張混音專輯《City Rhythm Take Two》、《都市觸覺之推搪》和《傾斜都市燒燒燒》，統稱「City Project」，是八十年代香港樂壇少見的概念系列。歌曲走歐美流行樂路線，除了爵士、節奏藍調外，還有舞曲、電子等元素，成功把林憶蓮塑造成富於時代氣息、充滿節奏動感、既有時尚品味又感性低調的都市女性。這一系列專輯的封面分別在紐約、馬尼拉、威尼斯和米蘭等城市取景。其實自第三張專輯《憶蓮》起，林憶蓮已開始慢慢走向都市女性的定位，但《都市觸覺》系列專輯直接一氣呵成地做了最完整的呈現。
《都市觸覺》系列專輯由林憶蓮及形象指導許願共同構思，還有音樂人倫永亮、杜自持、楊振龍，填詞人林振強、周禮茂、潘源良，攝影師毛澤西、平面設計師 Kinson Chan、髮型師 Kim Robinson和排舞師林青峰等香港創作精英協力製作，結果為專輯帶來極佳的銷量和口碑。
1990年12月，林憶蓮進軍台灣市場，在飛碟唱片公司旗下發行第一張國語專輯《愛上一個不回家的人》。同名主打歌靈感來自美國歌手芭芭拉·史翠珊主唱的〈Left In The Dark〉。專輯一推出就賣出了60萬張，林憶蓮由此成為九十年代首位以國語歌成功打入台灣市場的香港歌手；在此專輯推出後，其他香港歌手亦相繼在台灣推出國語專輯，林憶蓮可說是為其開拓了新方向。專輯亦在中國大陸大受歡迎，全亞洲總銷量達200萬張。其後1994年中華音樂人交流協會評選台灣流行音樂百張最佳專輯(1975-1993年)，此專輯名列第51位。
告別色彩濃烈的《都市觸覺》三部曲之後，林憶蓮請到了新加坡音樂人Dick Lee（李迪文），製作了具有黑白藝術電影視角的專輯《夢了、瘋了、倦了》，於1991年2月發行。
那時，林憶蓮對舉行個人演唱會仍未有足夠信心。於是她一方面跟樂壇前輩杜麗莎學習唱歌，另一方面又遠赴美國改進舞藝。在舉行首次個人演唱會前後，她推出了兩張精選專輯，分別匯集了她的經典慢歌和快歌，慢歌名為《回憶總是溫柔的》，快歌名為《回憶總是跳躍的》。1991年7月，她在香港體育館舉行首次個人演唱會《憶蓮意亂情迷1991 Live》，邀請了歌手彭羚、蔡立兒、區新明、雷有輝、雷有曜、周小君擔任和音，Dick Lee和倫永亮參與演出。演唱會七場全部爆滿，表現令觀眾刮目相看，成功擺脫錄音室歌手的形象。
1991年，林憶蓮與許願成立了星工廠。12月，她與Dick Lee再度合作，推出了一張極具前瞻性的概念專輯《野花》。專輯中每首歌曲都以不同的「花」為主題，用以借喻中國現代女性的婉約、敏感與堅強。主打歌〈再生戀〉在音樂上更是一項前衛、創新的嘗試，糅合了上海越劇、印度鼓、二胡、前世今生穿越古今的愛情故事等元素，成為華語中西融合製作的典範。《野花》專輯不僅受到本地樂評人讚賞，同時也引起日本市場關注。1992年，〈沒有你還是愛你〉登上日本 J-Wave Tokio Hot 100 第42位，同日〈夜來香〉登上第49位，林憶蓮成為第一位以粵語和國語打入日本流行榜的歌手。
雖然《野花》專輯得到了很高的藝術評價，但由於當時大眾對這類偏離商業化的音樂作品接受度不高，結果銷量不及此前的《夢了、瘋了、倦了》、《都市觸覺》系列等專輯。然而，《野花》的受歡迎程度卻隨着時間與日俱增，專輯先後以不同形式再版，成為林憶蓮至今再版次數最多的一張唱片。《野花》被公認是「即使放在 International Pop 唱片架上也絕不失禮的本地唱片」，也被樂評人選為20世紀二十張最有代表性的華語專輯之一。香港樂評在「港媚60」特別單元中，更把《野花》評為香港流行女聲專輯的第一位。
1992年10月，專輯《回來愛的身邊》推出，由華星唱片發行。專輯走回較商業化的路線，聽眾對此反應迥異，有人認為歌曲較易接受，亦有樂評人指驚喜不及以前。不過此時林憶蓮的歌唱技巧已臻上乘境界，尤以〈沒結果〉一曲結尾高音部分，甚得歌迷喜愛。
1993年，台灣滾石唱片製作人李宗盛和林憶蓮首度合作，為電影《霸王別姬》合唱主題曲〈當愛已成往事〉，歌曲由兩人分頭在台灣和香港兩地錄音製成。其後，李宗盛為林憶蓮度身譜寫〈不必在乎我是誰〉。同年5月，林憶蓮在滾石唱片旗下推出國語專輯《不必在乎我是誰》，李宗盛參與監製工作。7月，林憶蓮在香港體育館舉行第二次個唱《天地野花1993情撼紅館演唱會》，李宗盛擔任特別嘉賓。是次演唱會也有嶄新的嘗試，其中融入了《再生戀》和《天大地大》兩齣舞台劇。
與此同時，林憶蓮力圖兼顧香港、台灣、日本三地發展，1993年她簽約製作公司Amuse，在東京目黑區居住。同年10月以英文名『サンディ・ラム』（Sandy Lam）推出首張日語單曲『だからって...』〈Dakaratte...〉，此曲被選為日劇『徹底的に愛は...』的插曲。〈Dakaratte...〉最高曾登上Oricon單曲榜第48位，銷量4萬張。1993年12月，日本華納推出《Best Of Sandy Lam The Warner Years 1989-1992》日本版精選碟。1994年2月，於日本發行第二首日語單曲『どうしてよ』〈Doushiteyo〉，是 Carmellia Diamond 的電視廣告歌。3月，推出首張日語專輯《Simple》，但歌曲並沒包含受日本人青睞的亞洲新音樂風格，口碑及銷量均一般。同年6月，推出在星工廠時期的最後一張粵語專輯《Sandy '94》，她和倫永亮飛往洛杉磯錄製及拍攝封面，這次許願沒有參與。
1995年2月，林憶蓮在Amuse/星工廠旗下推出英語單曲〈Pieces Of Mind〉，這首是英國樂隊 Workshy 創作的英文歌，其中〈Incognito Mix〉由英國樂隊 Incognito 混音。3月，林憶蓮在日本推出橫跨了英、日、粵三種語言的專輯《Open Up》，製作及創作人遍及美國、日本、英國、台灣和香港，風格屬於酸爵士加放克。專輯的口碑相當不錯，亦是林憶蓮音樂事業中極其重要的一頁。

### 1995-1999年：滾石唱片時期
1995年1月，林憶蓮推出國語專輯《Love, Sandy》，主打歌〈傷痕〉火速流行，專輯在台灣的銷量一舉突破80萬張，亦在中、港、台、星、馬地區廣受歡迎，全亞洲累積銷量更達300萬張，至此奠定她亞洲天后的地位；影響力甚至超越音樂─新加坡其一蘭花品種，以林憶蓮的英文名字命名為Dendrobium Sandy。
1996年1月推出粵語專輯《感覺完美》，2月推出的首張英語專輯《I Swear 愛是唯一》，成為台灣全年最暢銷英語專輯，並首次在韓國發行，專輯名稱改為《From Now On》。7月推出國語專輯《夜太黑》。隨後7月至8月，她在台灣展開《Love Sandy 1996 亞洲巡迴演唱會》：台中兩場、高雄一場、台北兩場。9月在香港體育館舉行四場《憶蓮盛放音樂會》，月底在尾站新加坡舉行一場。
1997年3月28日至5月9日，林憶蓮應好友張學友邀請，臨時頂上飾演原創音樂劇《雪狼湖》的女主角寧靜雪，一連上演42場，至今仍是香港音樂劇場次的紀錄保持者。11月林憶蓮演唱奧斯卡配樂大師亚伦·孟肯創作的英文歌曲〈The Story Of My Life〉。
1998年初，林憶蓮和李宗盛召開記者會宣布在加拿大溫哥華結婚。婚後在台北定居，同年5月在台灣剖腹誕下女兒李喜兒。1999年1月林憶蓮產後復出，推出專輯《鏗鏘玫瑰》，由滾石旗下的魔岩唱片發行，專輯的曲風相當多元，包含鄉村搖滾、電子、新世紀音樂及歐陸清新搖滾風格。同名主打〈鏗鏘玫瑰〉由李宗盛作詞、林憶蓮作曲，唱出了「為女則強」的心聲。在企劃這張專輯時，林憶蓮想起美國1967年的「Flower Children」嬉皮文化，於是毅然前往「Flower Power 運動」的標誌城市─舊金山，並在一家古老的嬉皮旅館拍攝照片與音樂錄影帶。到了舊金山，她和造型師買了幾件二手的嬉皮服裝和毛毯，就成為《鏗鏘玫瑰》專輯的造型。這張專輯不僅獲得中華音樂人交流協會1999年十大優良專輯，也在2009年被評選為台灣流行音樂百張最佳專輯(1993-2005年)之一。

### 2000-2004年：維京唱片時期、離婚
2000年初，林憶蓮推出加盟維京唱片後的首張國語專輯《林憶蓮's》，主打歌〈至少還有你〉是電影《安娜與國王》中文版的主題曲，這首歌一推出旋即紅遍整個大中華地區，並雄踞台灣KTV點播排行榜29週。在2000年底的樂壇頒獎禮，林憶蓮憑〈至少還有你〉獲獎，在商業電台獲得「叱咤東方飛碟至尊歌手獎」，在CASH金帆音樂獎〈至少還有你〉獲「2000年度最廣泛演出獎」。在亞洲其他地區，〈至少還有你〉獲新加坡933醉心金曲獎「醉心金曲大獎」、中國音樂風雲榜「最佳單曲(港台)」，林憶蓮獲新加坡金曲獎「最佳演繹女歌手獎」、中國音樂風雲榜「最佳流行女歌手(港台)」及中國CCTV-MTV音樂盛典「台灣年度最佳女歌手」。其後在現場或錄音室翻唱此歌的歌手多不勝數，包括張國榮、陳慧琳、許志安、蕭亞軒、陳潔儀、梁詠琪、迪克牛仔、動力火車、謝霆鋒、邰正宵、李樂詩、泳兒、張敬軒、巫啟賢、鍾鎮濤、周華健、姚貝娜、孫楠、譚詠麟、杜麗莎、謝安琪、林俊杰等等，韓國偶像組合Super Junior-M更改編為韓語版，亦有歌手改編為英語版及粵語版，是林憶蓮至今被人翻唱最多的一首歌曲。專輯《林憶蓮's》發行後不久，在台北举行“至少还有你电视演唱会”。同年11月25日，在新加坡举行“Music Fest 2000”音乐会。年底推出專輯《2001蓮》，和《林憶蓮’s》一樣皆由音樂人Jim Lee製作。
2001年，林憶蓮一家三口移居上海。9月27-28日一連兩晚在北京人民大會堂跟費翔一起主持《非凡之作安德鲁·勞艾德·韋伯音樂劇盛典》（The Music Of Andrew Lloyd Webber），並演出四首曲目。10月1-2日移師上海大劇院再演兩場。同年12月推出專輯《原來...林憶蓮》，這是林憶蓮首度從收歌、選歌、錄音、後期製作到發行都全程參與，並創作了專輯近半數的歌曲，除了原班底Jim Lee外，此專輯也邀請了新加坡音樂人黃韻仁於上海錄音棚共同製作。時任維京唱片總經理暨填詞人姚謙曾形容林憶蓮是「最像詩人的一個歌手，她錄一首歌就像在創作，即使那些詞曲不是她寫的，她還是會要把自己的觀點帶進去。」
2002年5月3-6日，林憶蓮在香港體育館舉行四場《憶蓮演唱會2002》。其後，克勞德-米歇爾·勳伯格和阿蘭·鮑伯利共同創作的音樂劇《悲慘世界》在上海首演時，官方特別指定林憶蓮演唱該劇的中文主題曲〈屬於我〉，其後該曲收錄《屬於我的林憶蓮》精選輯中。同年6月18日，推出粵語專輯《Encore》。9月21日，出席東京 2002 International Performing Arts Festival 並在《Pop Asia 2002》音樂會《Groove of Asia》中演唱多首中、英、日語歌曲。
2003年SARS疫情期間，她和女兒由上海遷到新加坡居住，年尾因李宗盛在北京設廠生產手造結他，全家移居北京。蟄伏一年，林憶蓮2004年2月22日前往東京出席《第1回日中友好歌謡祭》。3月4-8日，應香港管弦樂團邀請，與倫永亮於香港體育館舉行五場《Volvo Cars 港樂 X 林憶蓮 X 倫永亮 Live》。4月26日生日當天，林憶蓮的英語著作《My Shanghai: Through Tastes & Memories》在新加坡面世，內容環繞上海美食和她的成長記憶片段，此書後來也先後推出了繁體中文、日文和簡體中文版。同年7月，宣布與李宗盛結束六年婚姻，回港定居。

### 2005-2008年：加盟金牌娛樂、巡迴演出
2005年，踏入歌壇20周年的林憶蓮重返香港樂壇，加盟金牌娛樂旗下，推出睽違9年的粵語專輯《本色》，並於11月在紅磡香港體育館舉行4場《夜色無邊演唱會2005》。
2006年8月推出國語專輯《呼吸》，在此兩年多間林憶蓮都以巡迴演唱會為主。9月13日，獲松任谷由實邀請，林憶蓮與平原綾香及越南歌手美玲灌錄日本世博閉幕一週年演唱會「Friends Of Love The Earth 2006」的主題曲〈Color Of The Moon〉。9月17日她參與在日本名古屋舉行的《Friends Of Love The Earth 2006》音樂會。首先跟松任谷由實唱出〈Hong Kong Night Sight〉，然後又獨唱一首〈冷雨〉。最後在結束時，她跟其餘三位女歌手合唱主題曲〈Color Of The Moon〉。
2007年11月，林憶蓮應邀作九龍灣國際展貿中心 Star Hall 落成後首位演出的歌手，舉行10場《憶蓮Live 07》音樂會，主要選唱歷年來憶蓮專輯内的 side track （非主打歌），貫徹了她堅持的「Come As You Are Be Who U Are」率性主題。音樂總監倫永亮把所有曲目重新編曲，廣邀中西樂手演奏，日本映像創作人高木正勝參與，以影像投射代替慣用的機關、煙火，將說話時間減至最少，追求高端音響及視覺效果，被譽為香港流行曲演唱會的一次嶄新嘗試。音樂會進行期間，大螢幕出現過一句話：「Playing Safe Is Boring 墨守成規是沉悶」，這句話最能代表她那不斷創新的音樂態度。許多人看了《憶蓮Live 07》反應迥異，有些觀眾認為沉悶，行內音樂人則大讚出色勇敢；更開創了香港非主打歌曲演唱會的先河，其他仿傚的歌手如楊千嬅、容祖兒等亦先後舉行《楊千嬅 Minor Classics Live》及《容祖兒·My Secret·Live》。

### 2009-2015年：籌備《蓋亞》、轉投環球唱片、MMXII 演唱會
2009年起，林憶蓮致力尋求突破，參與詞曲創作，過程中結識了音樂人常石磊及恭碩良，並邀請二人參與新專輯的製作。2011年，林憶蓮在網上發佈《枯榮》、《兩心花》、《蓋亞》、《柿子》等單曲。
2011年9月，林憶蓮在香港體育館舉行三場《林憶蓮演唱會 MMXI》，以新作《蓋亞》的歌曲及搖滾曲風作為主軸。她並在2012年3月追加兩場《MMXII Part 2演唱會》，並舉行多場世界巡迴。
2012年9月，籌備歷時三年的專輯《蓋亞》終於問世，這張專輯是她自資製作，製作費過百萬港元，由環球唱片發行。專輯以希臘神話中的大地之母蓋亞為主題，探討氣候變化與人的關係。風格極具實驗性，糅合了電子、搖滾、另類、古典、爵士、宗教等元素，被視為她在國語樂壇的突破之作。關於這張專輯，林憶蓮在〈無言歌〉的預告片中表示：「我不想再安全 不想再製造安全的無味 我想誠實的 傳達我的感受 在不再鬱悶的音樂中 隨性而盡興。」
2013年，林憶蓮及專輯《蓋亞》獲得台灣第24屆金曲獎6項提名，包括最佳國語女歌手獎、最佳國語專輯獎、最佳年度歌曲獎（〈無言歌〉）、最佳專輯製作人獎（林憶蓮、常石磊）、最佳編曲人獎（常石磊）及最佳音樂錄影帶獎（比爾賈／〈無言歌〉），成為該屆提名最多的歌手。在7月6日的頒獎典禮上，林憶蓮奪得最佳國語女歌手獎、最佳國語專輯獎，並與常石磊一同獲得最佳專輯製作人獎。常石磊亦憑《蓋亞》一曲獲頒最佳編曲人獎，成為該屆金曲獎大贏家。該屆金曲獎評審團總召集人倪重華表示，林憶蓮這次歌曲難度極高，但願意挑戰嘗試、力求突破，每首歌都演唱到位，順利完成挑戰，且歌手身兼製作人，決定整張專輯的態度與個性，回歸音樂本質，帶領華語歌壇走往新的方向，投票過程一輪就過關。至於最佳專輯獎，倪重華指出，《蓋亞》從概念到歌手表現都超越一般市場，極具前瞻與開創性，將華語歌曲帶入全新境界，是華語流行歌壇重要的創作作品。典禮當日，林憶蓮因背傷沒有出席領獎。
2014年1月，林憶蓮推出了粵語專輯《Re:Workz》，沿用了最自然的即興演奏方式將林憶蓮昔日的歌曲重新編曲，是以爵士和巴薩諾瓦等風格灌錄出來的作品。

### 2016-2017年：造樂者、歌手2017、夢想的聲音
2016年3月，林憶蓮聯同音樂人恭碩良、包以正及 Kelvin Avon 推出粵語專輯《陪著我走》，其中匯集了林憶蓮成長時收聽的經典歌曲。
2016年3月起，林憶蓮在香港、台灣、新加坡、中國大陸、澳門、澳大利亞、新西蘭等國家地區舉行了32場《Pranava 造樂者世界巡迴演唱會》。「Pranava」一詞源自梵文中的「Om」，象徵宇宙中出現的第一個音。林憶蓮表示：「音樂便是由第一個音符開始，從而慢慢變成有態度、生命、能量、溫度與感情的樂章。在今次的演唱會中，我們會嘗試以此為靈感，與樂迷們一起分享音樂。」
2017年初，林憶蓮加盟中國大陸湖南衛視的歌唱比賽節目《歌手2017》，成為該節目的重量級嘉賓。消息傳出後，大眾意見變得兩極化。有人表示期待的同時，也有不少香港歌迷對這個決定表示不解。她在節目中共演唱了13首歌曲，包括流行、搖滾、電子、福音、節奏藍調、舞曲等曲風，更首度唱出了在現場從未展現過的音域，最終在2017年4月15日奪得冠軍。
| 歌手2017 林憶蓮競演排名 |              |          |                        |                        |                                                                 |                    |                    |                    |                    |                                                            |
| 期數                    | 輪數         | 播出日期 | 演唱歌曲               | 原唱                   | 歌曲介紹                                                        | 排名               | 得票率             | 得票數             | 出場序             | 備註                                                       |
| 全碟監製：恭碩良        |              |          |                        |                        |                                                                 |                    |                    |                    |                    |                                                            |
| 1                       | 第一輪排位賽 | 1月21號  | 《不必在乎我是誰》     | 林憶蓮                 | 詞／曲：李宗盛 編曲：鄭 楠                                      | 2                  | 22.60%             | 314                | 8                  | 歌手互投第3名                                              |
| 2                       | 第一輪淘汰賽 | 1月28號  | 《無賴》               | 戴佩妮                 | 詞／曲：戴佩妮 編曲：鄭 楠                                      | 3                  | 13.43%             | 199                | 7                  | 兩場總成績第2名                                            |
| 3                       | 第二輪補位賽 | 2月4號   | 《Run》                | Snow Patrol            | 詞／曲：Snow Patrol 編曲：Johnny Yim                            | 6                  | 10.69%             | 150                | 1                  | 個人最低排名同得票率                                       |
| 4                       | 第二輪淘汰賽 | 2月11號  | 《我最親愛的》         | 張惠妹                 | 詞：林 夕 曲：Russell Harris 編曲：Nick Pyo                     | 2                  | 17.50%             | 234                | 7                  | 歌手互投第1名 兩場總成績第4名                              |
| 5                       | 第三輪補位賽 | 2月18號  | 《》                   | 孫燕姿                 | 詞／曲：Hush 編曲：Johnny Yim                                   | 2                  | 17.12%             | 231                | 5                  | —                                                          |
| 6                       | 第三輪淘汰賽 | 2月25號  | 《盛夏光年》           | 五月天                 | 詞／曲：阿 信 編曲：Martin Tang                                 | 3                  | 17.30%             | 255                | 7                  | 歌手互投第1名 兩場總成績第3名 抽樣觀眾投票第1名            |
| 7                       | 第四輪排位賽 | 3月4號   | 《藍蓮花》             | 許 巍                  | 詞／曲：許 巍 編曲：Nick Pyo                                    | 1                  | 19.83%             | 251                | 5                  | 個人最高排名 歌手互投第1名                                 |
| 8                       | 第四輪淘汰賽 | 3月11號  | 《崇拜》               | 梁靜茹                 | 詞：陳 沒 曲：彭學斌 編曲：鄭 楠                                | 4                  | 13.68%             | 204                | 4                  | 兩場總成績第3名 樂手投票第1名                              |
| 9                       | 第五輪補位賽 | 3月18號  | 《多得他》             | 王 菲                  | 詞：林 夕 曲：Babyface、L.A. Reid、Daryl Simmons 編曲：Nick Pyo | 5                  | 14.14%             | 178                | 4                  | —                                                          |
| 10                      | 第五輪淘汰賽 | 3月25號  | 《柿子》               | 林憶蓮                 | 詞：常石磊、李焯雄 曲／編曲：常石磊                             | 1                  | 18.68%             | 247                | 3                  | 個人最高排名 歌手互投第2名 兩場總成績第2名 晉級半決賽      |
| 11                      | 突圍賽       | 4月1號   | 首發歌手進入半決賽     | 首發歌手進入半決賽     | 首發歌手進入半決賽                                              | 首發歌手進入半決賽 | 首發歌手進入半決賽 | 首發歌手進入半決賽 | 首發歌手進入半決賽 | 首發歌手進入半決賽                                         |
| 12                      | 半決賽       | 4月8號   | 《Leslie Forever》組曲 | 《Leslie Forever》組曲 | 編曲：Jaydon Joo、Martin Tang                                   | 1                  | 22.60%             | 299                | 6                  | 個人最高排名 歌手互投第1名 晉級決賽                        |
| 12                      | 半決賽       | 4月8號   | 《拒絕再玩》           | 張國榮                 | 詞：林振強 曲：玉置浩二                                         | 1                  | 22.60%             | 299                | 6                  | 個人最高排名 歌手互投第1名 晉級決賽                        |
| 12                      | 半決賽       | 4月8號   | 《無心睡眠》           | 張國榮                 | 詞：林敏驄 曲：郭小霖                                           | 1                  | 22.60%             | 299                | 6                  | 個人最高排名 歌手互投第1名 晉級決賽                        |
| 13                      | 決賽         | 4月15號  | 《也許明天》           | 張惠妹                 | 詞：施 立 曲：Martin Tang 編曲：Nick Pyo                        | 1                  | 22.89%             | 319                | 8                  | 總成績冠軍（22.74%） 個人最高排名同得票率 幫唱嘉賓：張惠妹 |
| 14                      | 2017巔峰會   | 4月22號  | 《小情歌》             | 蘇打綠                 | 詞／曲：吳青峰 編曲：Kenn C、James Yeo                          | —                  | —                  | —                  | 9                  | —                                                          |

2017年10月-2018年1月，林憶蓮在浙江衛視音樂節目《夢想的聲音》第二季中擔任常駐導師，演繹九首重新編曲的歌曲，展示暗黑搖滾、爵士、節奏藍調、電子、騷靈音樂等風格。

### 2018-2023年：推出《0》後淡出樂壇
2018年12月，林憶蓮推出相隔6年的全新國語專輯《0》。這次專輯沒有大肆宣傳，只在台北舉辦了一個「無光聽歌會」，邀請媒體在一片漆黑的環境下一邊聽歌一邊飲用食物。雖然林憶蓮沒有現身，但是她透過錄音充當導賞員，細説作品背後的故事和涵義，帶領聽眾感受她的作品。
在Project WAO慈善演唱會舉辦過後，林憶蓮一直想喚醒人對女性遭受性侵和家暴等議題的關注。於是，她集結了一批男性音樂人，包括恭碩良、Kelvin Avon、Curtis Richardson、吳青峰，常石磊、八三夭阿璞以及五月天的阿信，一起製作專輯的主打歌〈沙文〉。負責為〈沙文〉拍攝MV的導演比爾賈，進一步用影像的方式描述網路霸凌也是另一種暴力，需要受到認知和提醒。
專輯的第二主打歌〈纖維〉由兩位馬來西亞的女生 TUTUS x Bears 作曲、新加坡的填詞人小寒填詞，歌詞細緻地講述人面對生離死別時的傷痛。〈纖維〉的靈感來自小寒家中的棉被。她說自己的老公睡覺時喜歡踢被，結果每天早上地板都會鋪滿一層細細的白色纖維，令她一邊擦地一邊生氣。後來想想，如果地板沒有這些纖維，那就可能意味着另一半離開了，結果她一邊擦地一邊哭了起來。小寒透露：「林憶蓮錄完這首歌之後跟我說，歌曲好令人心碎。」雖然題材如此，林憶蓮仍然希望她的歌聲能提供一股溫暖與平和的能量，給予聽者同理與撫慰。曾經為〈寂寞擁擠〉拍攝MV的黃中平導演再次跟林憶蓮合作，在〈纖維〉的MV裏，抽象地以畫面訴說這種既恬淡又厚重的情感。
2019年，林憶蓮及專輯《0》獲得台灣第30屆金曲獎7項提名，包括年度專輯獎、最佳國語專輯獎、最佳國語女歌手獎、年度歌曲獎（〈沙文〉）、最佳作詞人獎（小寒／〈纖維〉）、最佳編曲人獎（常石磊／〈魅惑〉）及最佳演唱錄音專輯獎。最終獲得「最佳國語女歌手獎」與「最佳演唱錄音專輯獎」2項獎項。評審團主席陳珊妮表示，林憶蓮帶來非常細緻動人的音樂美學，因此能以壓倒性的票數在第一輪投票中就奪取最佳國語女歌手獎。
而後幾年林憶蓮定居英國，絕少公開露面。

### 2023年底-至今：再次回歸
旅居英國與日本三年的林憶蓮，無預警在2023年12月8日重新啟動各社群媒體帳號，同時正式宣布與環球音樂合作推出睽違五年的《0》專輯CD版本，隨後也在社群分享《0》專輯裏歌曲的Demo。
2024年4月8日，林憶蓮上線新歌〈是你治癒了我的孤單〉，這首歌是《不完全自救手冊》系列計劃的第一首上線歌曲，林憶蓮合作音樂人鄭楠。鄭楠在新歌中擔任詞、曲、製作人及編曲，林憶蓮參與作詞，歌曲表達「鼓勵大家勇敢去愛」。
同年12月24日，林憶蓮宣布於明年舉行《林憶蓮迴響 Resonance 2025 巡迴演唱會》，以慶祝入行40周年。

## 音樂作品

### 錄音室專輯
| 粵語專輯 - 《林憶蓮》（1985年4月） - 《放縱》（1986年3月） - 《憶蓮》（1987年2月19日） - 《灰色》（1987年8月21日） - 《Ready》（1988年6月8日） - 《都市觸覺 Part I City Rhythm》（1988年12月15日） - 《都市觸覺 Part II 逃離鋼筋森林》（1989年10月24日） - 《都市觸覺 Part III Faces And Places》（1990年8月28日） - 《夢了、瘋了、倦了》（1991年2月14日） - 《野花》（1991年12月26日） - 《回來愛的身邊》（1992年10月8日） - 《不如重新開始》（1993年4月29日） - 《Sandy '94》（1994年6月16日） - 《感覺完美》（1996年1月15日） - 《本色》（2005年11月10日） - 《Re:Workz》（2014年1月17日） - 《陪著我走》（2016年3月16日） | 國語專輯 - 《愛上一個不回家的人》（1990年12月27日） - 《都市心》（1991年10月5日） - 《不必在乎我是誰》（1993年5月19日） - 《Love, Sandy》（1995年1月25日） - 《夜太黑》（1996年7月19日） - 《鏗鏘玫瑰》（1999年1月28日） - 《林憶蓮's》（2000年1月18日） - 《2001蓮》（2000年12月5日） - 《原來…》（2001年12月1日） - 《呼吸》（2006年8月29日） - 《蓋亞》（2012年9月21日） - 《0》（2018年12月21日） 日語專輯 - 《Simple》（1994年3月10日） - 《Open Up》（1995年3月3日） 英語專輯 - 《I Swear》（1996年2月14日） - 《Wonderful World》（1997年1月31日） |  |

### 實況專輯
| - 《憶蓮意亂情迷》（1991年9月） - 《天地野花1993情撼紅館》（1994年4月） - 《記得憶蓮盛放》（1996年） - 《最愛 林憶蓮 The Best of Sandy (Live)》（1997年） - 《憶蓮演唱會》（2002年） | - 《港樂x林憶蓮x倫永亮》（2004年） - 《夜色無邊演唱會》（2005年） - 《憶蓮 Live 07》（2008年） - 《林憶蓮演唱會 MMXI》（2012年6月5日） - 《MOOV Live 2012 林憶蓮》（2012年11月23日） |  |

### 其他歌曲
| - 〈幾個風雨天〉（1986年） - 〈愛情蝙蝠俠〉（1987年） - 〈發熱體〉（1987年） - 〈燃點真愛〉（1988年） - 〈踏上成長路〉（1990年6月30日） - 〈Another Day〉（1991年11月28日） - 〈Stars of the East〉（1991年11月28日） - 〈我沒有恨誰〉（1993年11月） - 〈永不放棄〉（1994年） - 〈Pieces of Mind〉（1995年2月22日） - 〈夢田〉（1996年5月） - 〈The Story of My Life〉（1997年11月） - 〈兩個人的路〉（1999年1月） - 〈三年〉（1998年1月） - 〈Get Here〉（2001年12月） - 〈屬於我〉（2002年5月） | - 〈兩個女人〉（2002年5月） - 〈他們都是我們的孩子〉（2002年11月） - 〈最好的事〉（2003年1月） - 〈雄心飛揚〉（2003年6月） - 〈下落不明〉（2003年7月） - 〈有淚盡情流〉（2004年9月） - 〈西方淨土祈願文〉（2004年11月） - 〈阿彌陀佛心咒（短）〉（2004年11月） - 〈Color Of The Moon〉（2006年9月） - 〈恍然如夢〉（2009年8月6日） - 〈One Day at a Time〉（2011年3月） - 〈路過蜻蜓〉（2012年4月） - 〈暖〉（2012年9月） - 〈We Are One〉（2014年4月） - 〈盛夏光年〉（2015年6月） - 〈愛的味道〉（2015年12月） - 〈我不能忘記你〉（2017年4月17日） - 〈雙影〉（2018年8月19日） - 〈是你治癒了我的孤單 〉（2024年4月7日） |  |

### 音樂及對話專輯
- 《An ELLE Conversation. when sylvia met sandy》（1993年）[98][註 21]
- 《星夜醉語戀歌集 Karaoke LD/MTV》及《星夜醉語戀歌集 紀念CD》（1993年）[註 22]

### 電影、電視劇、廣告主題曲及插曲一覽表
| 年份   | 歌曲                              | 電影/電視劇/廣告                       |
| ------ | --------------------------------- | -------------------------------------- |
| 1987年 | 祇可活一次                        | 無綫電視花王劇場《跳駒》主題曲         |
| 1988年 | 綠水清風                          | 日本動畫電影《風之谷》中文版主題曲     |
| 1988年 | 激情                              | 電影《旺角卡門》主題曲                 |
| 1988年 | 又見朝陽                          | 無綫電視劇《阿德也瘋狂》主題曲         |
| 1989年 | 成長路                            | 電影《我未成年》主題曲                 |
| 1989年 | 擁有                              | 電影《說謊的女人》插曲                 |
| 1989年 | 別再靠緊我                        | 無綫電視劇《千外有千》主題曲           |
| 1990年 | 無憾                              | 電影《小男人週記 II 錯在新宿》主題曲   |
| 1990年 | 風笑痴                            | 無綫電視日劇《青春夢 Highway》主題曲   |
| 1990年 | 不不不、祇可活一次、前塵、依然    | 無綫電視劇《同居三人組》片尾曲         |
| 1990年 | 夜生活                            | 電影《香港舞男》主題曲                 |
| 1991年 | 瘋了                              | 無綫電視劇《不婚媽咪》主題曲           |
| 1991年 | 讓我笑吧！                        | 無綫電視劇《不婚媽咪》插曲             |
| 1991年 | 破曉                              | 無綫電視劇《夢裡伊人》主題曲           |
| 1991年 | 愛上一個不回家的人                | 無綫電視劇《夢裡伊人》插曲             |
| 1991年 | 天地再生                          | 無綫電視劇《夢裡伊人》插曲             |
| 1991年 | 你給我的愛不是愛                  | 台灣連續劇《老闆的四個男人》片頭曲     |
| 1991年 | 薔薇之戀                          | 商業一台廣播劇《薔薇之戀》主題曲       |
| 1991年 | 再生戀                            | 無綫電視電影《再生情緣》主題曲         |
| 1992年 | 不捨不棄                          | 香港世界宣明會「共創明天」主題曲       |
| 1992年 | 當愛已成往事                      | 電影《霸王別姬》主題曲                 |
| 1993年 | 當我眼前只有你                    | 電影《少年黃飛鴻之鐵馬騮》主題曲       |
| 1993年 | 是情非情                          | 電影《少年黃飛鴻之鐵馬騮》(國)主題曲   |
| 1993年 | 不如重新開始                      | 無綫電視劇《精武五虎》主題曲           |
| 1993年 | 兩個人的路                        | 新加坡廣播局電視劇《暴雨狂花》插曲     |
| 1993年 | Dakaratte （日語：だからって...） | 日本 TBS 電視劇《徹底的に愛は...》插曲 |
| 1994年 | Doushiteyo（日語：どうしてよ）    | 日本 Carmellia Diamond電視廣告歌       |
| 1994年 | 願                                | 電影《晚9朝5》主題曲                   |
| 1994年 | 如何愛下去                        | 電影《等愛的女人》主題曲               |
| 1994年 | 紅顏未老                          | 電影《等愛的女人》插曲                 |
| 1994年 | 夢醒無痕                          | 電影《紅玫瑰白玫瑰》哼唱               |
| 1994年 | 玫瑰香                            | 電影《紅玫瑰白玫瑰》片尾曲             |
| 1996年 | 我心仍在                          | 台灣福特汽車廣告曲                     |
| 1996年 | 野風                              | 台灣電視劇《新龍門客棧》片尾曲         |
| 1996年 | 天衣無縫                          | 電影《金枝玉葉2》插曲                  |
| 1996年 | 不如重新開始                      | 電影《古惑仔之人在江湖》插曲           |
| 1999年 | Let Go                            | 電影《親情無價》台灣中文預告曲         |
| 2000年 | 飛的理由                          | 台灣電視劇《人間四月天》主題曲         |
| 2000年 | 至少還有你                        | 電影《安娜與國王》中文預告曲           |
| 2001年 | 存在                              | 台灣三菱汽車 FREECA2 廣告曲            |
| 2001年 | 明明                              | 電影《遊園驚夢》主題曲                 |
| 2001年 | It Wasn't Meant To Be             | 中國大陸電視劇《殺青》片頭曲           |
| 2002年 | 屬於我                            | 百老匯音樂劇《悲慘世界》主題曲         |
| 2002年 | 日與夜                            | 商業電台叱咤903廣播劇《日與夜》主題曲  |
| 2004年 | 有淚盡情流                        | 中國大陸電視劇《有淚盡情流》主題曲     |
| 2005年 | 假如讓你吻下去                    | 電影《神經俠侶》插曲                   |
| 2011年 | 兩心花                            | 電影《出軌的女人》主題曲               |
| 2011年 | 無淚眼 (原名《閉上了流淚眼》)     | 電影《出軌的女人》插曲                 |
| 2011年 | 枯榮                              | 亞洲電視韓劇《你是我的命運》中文主題曲 |
| 2016年 | 誘惑的街                          | 電影《天亮之前》主題曲                 |
| 2017年 | 我不能忘記你                      | 電影《記憶大師》記憶主題曲             |
| 2018年 | 双影                              | 中國大陸電視劇《如懿傳》主題曲         |
| 2019年 | 没結果                            | ViuTV 電視劇《仇老爺爺》插曲           |

### 派台歌曲成績
| 派台歌曲成績                       | 派台歌曲成績             | 派台歌曲成績 | 派台歌曲成績 | 派台歌曲成績 | 派台歌曲成績 | 派台歌曲成績                                                                                 |
| ---------------------------------- | ------------------------ | ------------ | ------------ | ------------ | ------------ | -------------------------------------------------------------------------------------------- |
| 專輯                               | 歌曲                     | 903          | RTHK         | 997          | TVB          | 備註                                                                                         |
| 1985年                             |                          |              |              |              |              |                                                                                              |
| 林憶蓮                             | 愛情 I Don't Know        |              | 6            |              |              | OT：松田聖子 ~ 天使のウィンク                                                                |
| 1986年                             |                          |              |              |              |              |                                                                                              |
| 放縱                               | 放縱                     |              | 1            |              | 2            |                                                                                              |
| 放縱                               | 心碎巷                   |              | -            |              | -            | OT：小比類巻かほる ~ Never Say Good-bye                                                      |
| 放縱                               | 明天是否愛我             |              | -            |              | -            | OT：童安格 ~ 明天你是否依然愛我                                                              |
| 放縱                               | 長街的一角               |              | -            |              | -            | OT：南翔子 ~ 泣きまね 同曲曲目：陳慧嫻 ~ Love Me Once Again                                  |
| 憶蓮                               | 激情                     |              | 1            |              | 3            | OT：Berlin ~ Take My Breath Away                                                             |
| 1987年                             |                          |              |              |              |              |                                                                                              |
| 憶蓮                               | 愛的廢墟                 |              | -            |              | 6            | OT：Marilyn Martin ~ Beauty Or The Beast                                                     |
| 憶蓮                               | 決絕                     |              | 10           |              | 2            |                                                                                              |
| 憶蓮                               | 獨行少女                 |              | -            |              | 7            | OT：原田知世 ~ 雨のプラネタリウム                                                            |
| 灰色                               | 灰色                     |              | 1            |              | 1            | 兩台冠軍歌 OT：Pepsi and Shirlie ~ Heartache                                                 |
| 灰色                               | "早晨…"                  |              | 1            |              | 3            | OT：Santana ~ Love Is You                                                                    |
| 灰色                               | 灰色化妝                 |              | -            |              | 7            |                                                                                              |
| 灰色                               | 住家男人                 |              | 8            |              | -            |                                                                                              |
| 1988年                             |                          |              |              |              |              |                                                                                              |
|                                    | 綠水清風                 | 18           | -            |              | -            | 日本動畫《風之谷》粵語版主題曲 OT：久石讓 ~ 鳥の人                                           |
| Ready                              | 滴汗                     | (1)          | 1            |              | 1            | 三台冠軍歌 OT：Robbie Dupree ~ Are You Ready For Love?                                       |
| Ready                              | 最佳男主角               | 8            | 6            |              | 4            | OT：Carly Simon ~ You're So Vain                                                             |
| Ready                              | 下雨天                   | 8            | -            |              | -            | 與Blue Jeans合唱                                                                             |
| Ready                              | 自製空間                 | 24           | -            |              | -            | OT：大橋純子 ~ 眠れないダイヤモンド                                                          |
|                                    | 燃點真愛                 | 24           | 1            |              | 9            | 香港電台60週年兒童音樂劇《神奇旅程樂穿梭》主題曲 與劉美君、陳慧嫻、陳百強合唱                |
| 都市觸覺 Part I City Rhythm        | 講多錯多                 | 1            | 1            |              | 1            | 三台冠軍歌 OT：Taylor Dayne ~ Don't Rush Me                                                  |
| 都市觸覺 Part I City Rhythm        | 還有                     | 3            | 1            |              | 1            | 與王傑合唱 OT：李宗盛、鄭怡 ~ 結束                                                           |
| 1989年                             |                          |              |              |              |              |                                                                                              |
| 都市觸覺 Part I City Rhythm        | 你是我的男人             | 10           | -            |              | 7            | OT：Viktor Lazlo ~ You Are My Man                                                            |
| 都市觸覺 Part I City Rhythm        | 三更夜半                 | 17           | -            |              | 4            |                                                                                              |
| City Rhythm Take Two               | 一分鐘都市 一分鐘戀愛    | (1)          | 1            |              | 1            | 三台冠軍歌 OT： Sheena Easton ~ The Lover In Me                                              |
| 都市觸覺 Part II 逃離鋼筋森林      | 逃離鋼筋森林             | /            | /            |              | /            | OT：Basia ~ Run for Cover                                                                    |
| 都市觸覺 Part II 逃離鋼筋森林      | 依然                     | [1]          | 1            |              | 1            | 三台冠軍歌 OT：Brenda K. Starr ~ I Still Believe                                             |
| 都市觸覺 Part II 逃離鋼筋森林      | 燒                       | (1)          | 1            |              | 1            | 三台冠軍歌                                                                                   |
| 都市觸覺 Part II 逃離鋼筋森林      | 此情只待成追憶           | 14           | -            |              | 6            | 與倫永亮合唱 OT：David Foster & Marilyn Martin ~ And When She Danced 同曲曲目：蔡立兒 ~ 成長 |
| 1990年                             |                          |              |              |              |              |                                                                                              |
| 華納白金經典13首 第三輯            | 無憾                     | 16           | -            |              | -            | 電影《小男人週記 II 錯在新宿》主題曲                                                         |
| 都市觸覺之推搪                     | 推搪                     | 1            | 1            |              | 1            | 三台冠軍歌 OT：大橋純子 ~ Reaction                                                           |
| 都市觸覺之推搪                     | 冬季來的女人             | 8            | -            |              | 3            | 與王傑合唱 第一版本為〈溫柔的你〉                                                            |
| 都市觸覺 Part III Faces And Places | 你令我性感               | 1            | 1            |              | 1            | 三台冠軍歌                                                                                   |
| 都市觸覺 Part III Faces And Places | 前塵                     | (1)          | 1            |              | 1            | 三台冠軍歌                                                                                   |
| 都市觸覺 Part III Faces And Places | 傾斜                     | 3            | 10           |              | 1            | OT：Flame (with Tony Terry) ~ On The Strength                                                |
| 都市觸覺 Part III Faces And Places | 怱怱                     | 22           | -            |              | -            | OT：The Cover Girls ~ No One In This World                                                   |
| 愛上一個不回家的人                 | 情人的眼淚               | 2            | -            |              | -            | 原唱者為潘秀瓊                                                                               |
| 傾斜都市燒燒燒                     | 傾斜都市燒燒燒           | 28           | -            |              | -            |                                                                                              |
| 1991年                             |                          |              |              |              |              |                                                                                              |
| 夢了、瘋了、倦了                   | 瘋了                     | 2            | 1            |              | 1            | OT：Sybil ~ Crazy 4 U (Featuring Salt-N-Pepa)                                                |
| 夢了、瘋了、倦了                   | 多謝                     | 5            | -            |              | 2            | OT：Seduction ~ Could This Be Love                                                           |
| 夢了、瘋了、倦了                   | 心野夜                   | 1            | 1            |              | 1            | 三台冠軍歌 OT：Sandii ~ Mercy                                                                |
| 愛上一個不回家的人                 | 愛上一個不回家的人       | 2            | 1            |              | 1            |                                                                                              |
| 野花                               | 薔薇之戀                 | 12           | x            |              | x            | 商業一台廣播劇《薔薇之戀》主題曲 原唱者為尹芳玲                                              |
| 野花                               | 再生戀                   | 1            | 1            |              | 1            | 三台冠軍歌                                                                                   |
| 1992年                             |                          |              |              |              |              |                                                                                              |
| 野花                               | 沒有你還是愛你           | 2            | 9            |              | 5            | OT：Beverly Craven （页面存档备份，存于） ~ Promise Me                                       |
| 野花                               | 野花                     | 3            | 4            |              | -            |                                                                                              |
| 難忘您華納白金經典十五首           | 難忘您                   | 19           | -            |              | -            | 原唱者為許冠傑                                                                               |
| 回來愛的身邊                       | 不捨不棄                 | 2            | 9            |              | 6            | 香港世界宣明會共創明天主題曲                                                                 |
| 回來愛的身邊                       | 寵愛                     | (1)          | 2            |              | 1            |                                                                                              |
| 回來愛的身邊                       | 醒醒                     | 2            | 1            |              | 1            |                                                                                              |
| 回來愛的身邊                       | 沒結果                   | 8            | -            |              | 4            | OT：Dick Lee ~ I Need You Back                                                               |
| 不如重新開始                       | 當愛已成往事             | 2            | -            |              | -            | 與李宗盛合唱 電影《霸王別姬》主題曲                                                          |
|                                    | 多得他（Live Version）   | 16           | x            |              | x            | 與王菲合唱 「商業2台創作人音樂會1992」Live版本                                               |
| 1993年                             |                          |              |              |              |              |                                                                                              |
| 回來愛的身邊                       | 始終一天                 | 3            | 6            |              | 8            | OT：Pepsi & Shirlie ~ Someday 另派Remix版本                                                  |
| 不如重新開始                       | 不如重新開始             | (1)          | 1            |              | 1            | 三台冠軍歌                                                                                   |
| 不如重新開始                       | 天大地大                 | 1            | 1            |              | 1            | 三台冠軍歌 OT：Damian Dame （页面存档备份，存于） ~ Gotta Learn My Rhythm                    |
| 不如重新開始                       | 假如讓你吻下去           | 7            | 3            |              | 1            |                                                                                              |
| 不如重新開始                       | 震撼                     | 2            | 4            |              | -            |                                                                                              |
|                                    | 永不放棄                 | 14           | x            |              | x            | 與彭羚合唱 商台「永不放棄」大行動主題曲                                                      |
| 我有我                             | 我沒有恨誰               | 28           | -            |              | -            | 與白嘉倩合唱                                                                                 |
| 不如重新開始                       | 戀愛在不遠處等我         | 27           | -            |              | -            |                                                                                              |
| 關於她的愛情故事                   | 暗示                     | 10           | -            |              | 5            |                                                                                              |
|                                    | 情人（Live Version）     | 28           | x            |              | x            | 原唱者為Beyond                                                                               |
| 1994年                             |                          |              |              |              |              |                                                                                              |
|                                    | 光輝歲月（Live Version） | 28           | x            |              | x            | 原唱者為Beyond                                                                               |
| Sandy '94                          | 決心                     | (1)          | 2            | 1            | 1            | 另派Cry For You Mix版本                                                                      |
| 關於她的愛情故事                   | 願                       | 6            | 19           | -            | -            | 電影《晚9朝5》主題曲                                                                         |
| Sandy '94                          | 赤裸的秘密               | 3            | 7            | 3            | 2            |                                                                                              |
| Sandy '94                          | 多些那些...              | 4            | /            | -            | 3            |                                                                                              |
| Sandy '94                          | 對不起了愛               | 7            | -            | -            | -            | 與倫永亮合唱                                                                                 |
| Sandy '94                          | 沉淪                     | 11           | -            | -            | -            |                                                                                              |
| 關於她的愛情故事                   | 情人                     | 18           | -            | -            | -            | 原唱者為Beyond                                                                               |
| Sandy '94                          | 芝加哥的故事             | 6            | -            | -            | -            |                                                                                              |
| 關於她的愛情故事                   | 如何愛下去               | 6            | -            | -            | -            | 電影《等愛的女人》主題曲                                                                     |
| 玫瑰香                             | 玫瑰香                   | 4            | -            | -            | -            | 電影《紅玫瑰白玫瑰》主題曲                                                                   |
| 1995年                             |                          |              |              |              |              |                                                                                              |
| Love, Sandy                        | 傷痕                     | 2            | 15           | -            | -            |                                                                                              |
| Love, Sandy                        | 為你我受冷風吹           | 18           | 12           | -            | -            |                                                                                              |
| 1996年                             |                          |              |              |              |              |                                                                                              |
| 感覺完美                           | 哭                       | 1            | 6            | 1            | -            |                                                                                              |
| 感覺完美                           | 轉身                     | 4            | -            | -            | -            |                                                                                              |
| 感覺完美                           | Whatever                 | 10           | -            | -            | -            |                                                                                              |
| 夜太黑                             | 夜太黑                   | 2            | 2            | 3            | -            |                                                                                              |
| Love Returns                       | 回歸                     | 1            | /            | -            | -            |                                                                                              |
| 1997年                             |                          |              |              |              |              |                                                                                              |
| 憶蓮盛放音樂會                     | 領悟                     | -            | -            | -            | -            | 原唱者為辛曉琪 現場版本                                                                      |
| 1999年                             |                          |              |              |              |              |                                                                                              |
| 鏗鏘玫瑰                           | 鏗鏘玫瑰                 | 2            | 6            | (1)          | -            |                                                                                              |
| 鏗鏘玫瑰                           | 理由                     | 8            | 10           | 3            | -            |                                                                                              |
| 鏗鏘玫瑰                           | 飛翔                     | 1            | -            | -            | -            |                                                                                              |
| 林憶蓮's                           | 至少還有你               | 1            | 1            | 1            | -            | 三台冠軍歌                                                                                   |
| 2000年                             |                          |              |              |              |              |                                                                                              |
| 林憶蓮's                           | 對不起，謝謝你           | 14           | 7            | 1            | 9            |                                                                                              |
| 林憶蓮's                           | 我坐在這裡               | 11           | -            | -            | -            | OT：Lene Marlin ~ Sitting Down Here                                                          |
| 2001蓮                             | 寂寞流星群               | 1            | 6            | 3            | -            |                                                                                              |
| 2001蓮                             | Better Man               | 3            | 1            | 3            | -            | OT：Robbie Williams ~ Better Man                                                             |
| 2001年                             |                          |              |              |              |              |                                                                                              |
| 2001蓮                             | 不還你                   | 3            | -            | 9            | -            |                                                                                              |
| 原來…                              | 紙飛機                   | 7            | 9            | 5            | 6            |                                                                                              |
| 2002年                             |                          |              |              |              |              |                                                                                              |
| Encore                             | 日與夜                   | (1)          | -            | -            | -            | 與張學友合唱 商業電台叱吒903廣播劇《日與夜》主題曲                                           |
| Encore                             | Encore                   | 4            | -            | -            | -            |                                                                                              |
| Encore                             | Diva                     | 4            | -            | -            | -            | OT：IiO ~ Rapture (Taste So Sweet)                                                           |
| 2003年                             |                          |              |              |              |              |                                                                                              |
| 最好的…                            | 最好的事                 | 10           | -            | -            | -            |                                                                                              |
| 2004年                             |                          |              |              |              |              |                                                                                              |
| 閉上眼睛去旅行3                    | 有淚盡情流               | 17           | -            | -            | -            |                                                                                              |
| 2005年                             |                          |              |              |              |              |                                                                                              |
| 本色                               | 本色                     | 4            | 7            | 3            | -            |                                                                                              |
| 本色                               | 為何他會離開你           | 1            | 1            | 1            | -            | 三台冠軍歌                                                                                   |
| 本色                               | 不敢奢想改變你           | 19           | 13           | -            | -            |                                                                                              |
| 2006年                             |                          |              |              |              |              |                                                                                              |
| 本色                               | 再見悲哀                 | 10           | -            | -            | -            |                                                                                              |
| 呼吸                               | 一個人                   | -            | 13           | -            | -            | OT：New Order ~ Bizarre Love Triangle                                                        |
| 2011年                             |                          |              |              |              |              |                                                                                              |
| 蓋亞（香港版）                     | 兩心花                   | 8            | 3            | -            | -            | 電影《出軌的女人》主題曲 2012年香港電影金像獎最佳原創電影歌曲                                |
| 蓋亞                               | 枯榮                     | 2            | -            | -            | -            | 亞洲電視外購劇《你是我的命運》主題曲                                                         |
| 蓋亞                               | 柿子                     | -            | -            | -            | -            |                                                                                              |
| 2012年                             |                          |              |              |              |              |                                                                                              |
| 林憶蓮MMXI演唱會                   | 下雨天                   | 12           | -            | -            | -            | 與恭碩良 合唱現場版本                                                                        |
| ReImagine Leslie Cheung            | 路過蜻蜓                 | 18           | 8            | -            | -            | 原唱者為張國榮                                                                               |
| D調人生                            | 暖                       | -            | -            | -            | -            | 與倫永亮合唱                                                                                 |
| 蓋亞                               | 無言歌                   | 5            | -            | -            | -            |                                                                                              |
| 蓋亞（香港版）                     | 無淚眼                   | 1            | 4            | 5            | -            |                                                                                              |
| 蓋亞                               | 蓋亞                     | -            | -            | -            | -            |                                                                                              |
| 蓋亞                               | 灰                       | -            | -            | -            | -            |                                                                                              |
| 2013年                             |                          |              |              |              |              |                                                                                              |
| Re:Workz                           | 赤裸的秘密               | 2            | 8            | 3            | -            | 翻唱1994年舊作                                                                               |
| 2014年                             |                          |              |              |              |              |                                                                                              |
| We Are One                         | We Are One               | -            | -            | -            | -            | Project WAO「女生團結音樂節元年」公益演唱會主題曲 與那英、張惠妹、蔡健雅合唱                 |
| 2015年                             |                          |              |              |              |              |                                                                                              |
| 女也 Herstory with Mayday          | 盛夏光年                 | -            | -            | -            | -            | 原唱者為五月天                                                                               |
| 鋒味                               | 愛的味道                 | -            | -            | -            | -            | 與謝霆鋒合唱 《12道锋味》第二季主題曲 DBC華語流行指數：19                                    |
| 2016年                             |                          |              |              |              |              |                                                                                              |
| 陪著我走 in Search of Lost Time    | 笛子姑娘                 | 12           | 12           | -            | -            | 原唱者為葉振棠 DBC華語歌曲流行指數：11                                                       |
| 陪著我走 in Search of Lost Time    | 分分鐘需要你             | -            | -            | -            | ×            | 原唱者為林子祥 DBC華語歌曲流行指數：1                                                        |
| 2017年                             |                          |              |              |              |              |                                                                                              |
| 記憶大師 電影原聲帶                | 我不能忘記你             | -            | -            | -            | ×            | 電影《記憶大師》記憶主題曲                                                                   |
| 2018年                             |                          |              |              |              |              |                                                                                              |
|                                    | 双影                     | -            | -            | -            | ×            | 電視劇《如懿傳》主題曲 與張惠妹合唱                                                          |
| 0                                  | 沙文                     | 1            | -            | 5            | ×            |                                                                                              |

| 各台冠軍歌總數 | 各台冠軍歌總數 | 各台冠軍歌總數 | 各台冠軍歌總數 | 各台冠軍歌總數     |
| -------------- | -------------- | -------------- | -------------- | ------------------ |
| 903            | RTHK           | 997            | TVB            | 備註               |
| 25             | 24             | 6              | 19             | 四台冠軍歌總數：14 |
| 34             | 24             | 7              | 19             | 冠軍週數           |

（*）表示仍在榜上
(1)表示兩星期冠軍

## 演出作品

### 個人演唱會
| 場次 | 日期      | 國家／地區 | 城市     | 場館 | 備註 |
| ---- | --------- | ---------- | -------- | ---- | ---- |
| 1    | 1989年2月 | 美国       | 芝加哥   |      |      |
| 2    | 1989年2月 | 美国       | 洛杉磯   |      |      |
| 3    | 1989年2月 | 美国       | 波士頓   |      |      |
| 4    | 1989年2月 | 美国       | 大西洋城 |      |      |
| 5    | 1989年2月 | 加拿大     | 多倫多   |      |      |
| 6    | 1989年2月 | 加拿大     | 蒙特利爾 |      |      |
| 7    | 1990年4月 | 美国       | 洛杉磯   |      |      |
| 8    | 1990年4月 | 美国       | 大西洋城 |      |      |
| 9    | 1990年4月 | 加拿大     | 多倫多   |      |      |
| 10   | 1990年4月 | 加拿大     | 溫哥華   |      |      |

| 場次 | 日期           | 國家／地區 | 城市   | 場館            | 備註 |
| ---- | -------------- | ---------- | ------ | --------------- | --- |
| 1    | 1991年7月12日  | 英屬香港   | 香港   | 紅磡香港體育館  | 首次在紅磡香港體育館舉行個人演唱會彭羚、蔡立兒、區新明、雷有輝、雷有曜、周小君擔任和音 Dick Lee、倫永亮參與演出 |
| 2    | 1991年7月13日  | 英屬香港   | 香港   | 紅磡香港體育館  | 首次在紅磡香港體育館舉行個人演唱會彭羚、蔡立兒、區新明、雷有輝、雷有曜、周小君擔任和音 Dick Lee、倫永亮參與演出 |
| 3    | 1991年7月14日  | 英屬香港   | 香港   | 紅磡香港體育館  | 首次在紅磡香港體育館舉行個人演唱會彭羚、蔡立兒、區新明、雷有輝、雷有曜、周小君擔任和音 Dick Lee、倫永亮參與演出 |
| 4    | 1991年7月15日  | 英屬香港   | 香港   | 紅磡香港體育館  | 首次在紅磡香港體育館舉行個人演唱會彭羚、蔡立兒、區新明、雷有輝、雷有曜、周小君擔任和音 Dick Lee、倫永亮參與演出 |
| 5    | 1991年7月16日  | 英屬香港   | 香港   | 紅磡香港體育館  | 首次在紅磡香港體育館舉行個人演唱會彭羚、蔡立兒、區新明、雷有輝、雷有曜、周小君擔任和音 Dick Lee、倫永亮參與演出 |
| 6    | 1991年7月17日  | 英屬香港   | 香港   | 紅磡香港體育館  | 首次在紅磡香港體育館舉行個人演唱會彭羚、蔡立兒、區新明、雷有輝、雷有曜、周小君擔任和音 Dick Lee、倫永亮參與演出 |
| 7    | 1991年7月18日  | 英屬香港   | 香港   | 紅磡香港體育館  | 特別加開一場「憶蓮 意亂情迷一九九一意外續篇」，為華東水災籌款                                                   |
| 8    | 1991年8月      | 中国大陆   | 深圳   | 深圳体育馆      | 具體日期尚無記載                                                                                                |
| 9    | 1991年8月18日  | 美国       | 紐約   | 大西洋城        | 嘉賓：倫永亮、胡楓                                                                                              |
| 10   | 1991年         | 日本       | 東京   | 原宿 Quest Hall | 演唱中國民謠組曲，包括〈鳳陽花鼓〉、〈採紅菱〉、〈高山青〉和〈康定情歌〉                                        |
| 11   | 1991年         | 日本       | 大阪   |                 | 演唱中國民謠組曲，包括〈鳳陽花鼓〉、〈採紅菱〉、〈高山青〉和〈康定情歌〉                                        |
| 12   | 1991年         | 日本       | 名古屋 |                 | 演唱中國民謠組曲，包括〈鳳陽花鼓〉、〈採紅菱〉、〈高山青〉和〈康定情歌〉                                        |
| 13   | 1992年5月8日   | 中国大陆   | 廣州   | 天河體育館      | |
| 14   | 1992年5月9日   | 中国大陆   | 廣州   | 天河體育館      | |
| 15   | 1992年5月10日  | 中国大陆   | 廣州   | 天河體育館      | |
| 16   | 1992年7月11日  | 臺灣       | 台北   | 台北市立體育場  | 《林憶蓮花醉演唱會》戶外舉行                                                                                    |
| 17   | 1992年7月12日  | 臺灣       | 台北   | 台北市立體育場  | 《林憶蓮花醉演唱會》戶外舉行                                                                                    |
| 18   | 1992年8月15日  | 中国大陆   | 深圳   | 深圳体育馆      | |
| 19   | 1992年8月16日  | 中国大陆   | 深圳   | 深圳体育馆      | |
| 20   | 1992年9月28日  | 中国大陆   | 海南   |                 | 具體城市、場館尚無記載                                                                                          |
| 21   | 1992年9月29日  | 中国大陆   | 海南   |                 | 具體城市、場館尚無記載                                                                                          |
| 22   | 1992年9月30日  | 中国大陆   | 海南   |                 | 具體城市、場館尚無記載                                                                                          |
| 23   | 1992年11月     | 中国大陆   | 北京   | 首都体育馆      | 具體日期尚無記載                                                                                                |
| 24   | 1992年11月     | 中国大陆   | 北京   | 首都体育馆      | 具體日期尚無記載                                                                                                |
| 25   | 1992年11月     | 中国大陆   | 北京   | 首都体育馆      | 具體日期尚無記載                                                                                                |
| 26   | 1992年11月27日 | 中国大陆   | 上海   | 上海體育館      | |
| 27   | 1992年11月28日 | 中国大陆   | 上海   | 上海體育館      | |
| 28   | 1992年11月29日 | 中国大陆   | 上海   | 上海體育館      | |

| 場次 | 日期    | 國家／地區 | 城市 | 場館           | 備註             |
| ---- | ------- | ---------- | ---- | -------------- | ---------------- |
| 1    | 7月8日  | 英屬香港   | 香港 | 紅磡香港體育館 | 固定嘉賓：李宗盛 |
| 2    | 7月9日  | 英屬香港   | 香港 | 紅磡香港體育館 | 固定嘉賓：李宗盛 |
| 3    | 7月10日 | 英屬香港   | 香港 | 紅磡香港體育館 | 固定嘉賓：李宗盛 |
| 4    | 7月11日 | 英屬香港   | 香港 | 紅磡香港體育館 | 固定嘉賓：李宗盛 |
| 5    | 7月12日 | 英屬香港   | 香港 | 紅磡香港體育館 | 固定嘉賓：李宗盛 |
| 6    | 7月13日 | 英屬香港   | 香港 | 紅磡香港體育館 | 固定嘉賓：李宗盛 |
| 7    | 7月14日 | 英屬香港   | 香港 | 紅磡香港體育館 | 固定嘉賓：李宗盛 |
| 8    | 7月15日 | 英屬香港   | 香港 | 紅磡香港體育館 | 固定嘉賓：李宗盛 |
| 9    | 7月16日 | 英屬香港   | 香港 | 紅磡香港體育館 | 固定嘉賓：李宗盛 |
| 10   | 7月17日 | 英屬香港   | 香港 | 紅磡香港體育館 | 固定嘉賓：李宗盛 |
| 11   | 8月13日 | 中国大陆   | 佛山 |                | 具體場館尚無記載 |
| 12   | 8月14日 | 中国大陆   | 佛山 |                | 具體場館尚無記載 |
| 13   | 8月15日 | 中国大陆   | 佛山 |                | 具體場館尚無記載 |
| 14   | 8月21日 | 中国大陆   | 湛江 |                | 具體場館尚無記載 |
| 15   | 8月22日 | 中国大陆   | 湛江 |                | 具體場館尚無記載 |
| 16   | 8月23日 | 中国大陆   | 湛江 |                | 具體場館尚無記載 |
| 17   | 8月29日 | 中国大陆   | 汕頭 |                | 具體場館尚無記載 |
| 18   | 8月30日 | 中国大陆   | 汕頭 |                | 具體場館尚無記載 |
| 19   | 8月31日 | 中国大陆   | 汕頭 |                | 具體場館尚無記載 |

| 場次 | 日期    | 國家／地區 | 城市   | 場館             | 備註           |
| ---- | ------- | ---------- | ------ | ---------------- | -------------- |
| 1    | 8月3日  | 臺灣       | 台中   | 體專體育館       |                |
| 2    | 8月4日  | 臺灣       | 台中   | 體專體育館       |                |
| 3    | 8月10日 | 臺灣       | 高雄   | 中山體育場       |                |
| 4    | 8月17日 | 臺灣       | 台北   | 台北市立體育場   |                |
| 5    | 8月18日 | 臺灣       | 台北   | 台北市立體育場   |                |
| 6    | 9月5日  | 英屬香港   | 香港   | 紅磡香港體育館   | 憶蓮盛放音樂會 |
| 7    | 9月6日  | 英屬香港   | 香港   | 紅磡香港體育館   | 憶蓮盛放音樂會 |
| 8    | 9月7日  | 英屬香港   | 香港   | 紅磡香港體育館   | 憶蓮盛放音樂會 |
| 9    | 9月8日  | 英屬香港   | 香港   | 紅磡香港體育館   | 憶蓮盛放音樂會 |
| 10   | 9月21日 | 新加坡     | 新加坡 | 新加坡室內體育館 | 憶蓮盛放音樂會 |

| 場次 | 日期    | 國家／地區 | 城市 | 場館                       | 備註 |
| ---- | ------- | ---------- | ---- | -------------------------- | ---- |
| 1    | 11月1日 | 香港       | 香港 | 香港會議展覽中心新翼Hall 3 |      |

| 場次 | 日期           | 國家／地區 | 城市   | 場館               | 備註                                                                       |
| ---- | -------------- | ---------- | ------ | ------------------ | -------------------------------------------------------------------------- |
| 1    | 2002年5月3日   | 香港       | 香港   | 紅磡香港體育館     | 首次使用四面台形式                                                         |
| 2    | 2002年5月4日   | 香港       | 香港   | 紅磡香港體育館     | 首次使用四面台形式                                                         |
| 3    | 2002年5月5日   | 香港       | 香港   | 紅磡香港體育館     | 首次使用四面台形式                                                         |
| 4    | 2002年5月6日   | 香港       | 香港   | 紅磡香港體育館     | 首次使用四面台形式                                                         |
| 5    | 2002年7月6日   | 中国大陆   | 杭州   | 黃龍體育中心體育場 | 2002蓮杭州個人演唱會                                                       |
| 6    | 2002年7月21日  | 中国大陆   | 上海   | 上海體育場         | 首次亦是至今唯一一次挑戰此場地                                             |
| 7    | 2002年8月16日  | 马来西亚   | 雲頂   | 雲星劇場           |                                                                            |
| 8    | 2002年8月17日  | 马来西亚   | 雲頂   | 雲星劇場           |                                                                            |
| 9    | 2002年11月23日 | 新加坡     | 新加坡 | 新加坡室內體育館   | 《憶蓮演唱會2002》                                                         |
| 10   | 2003年11月27日 | 美国       | 康州   | Mohegan Sun Arena  | 同日舉行兩場《林憶蓮感恩節演唱會》                                         |
| 11   | 2003年11月27日 | 美国       | 康州   | Mohegan Sun Arena  | 同日舉行兩場《林憶蓮感恩節演唱會》                                         |
| 12   | 2004年4月30日  | 中国大陆   | 北京   | 首都体育馆         | 《2004林憶蓮北京演唱會 憶蓮盛放》 原訂於2003年5月1日舉行，由於SARS疫情延期 |

| 場次         | 日期     | 國家／地區 | 城市   | 場館                            | 備註                                                    |
| ------------ | -------- | ---------- | ------ | ------------------------------- | ------------------------------------------------------- |
| 1            | 3月4日   | 香港       | 香港   | 紅磡香港體育館                  | 音樂會                                                  |
| 2            | 3月5日   | 香港       | 香港   | 紅磡香港體育館                  | 音樂會                                                  |
| 3            | 3月6日   | 香港       | 香港   | 紅磡香港體育館                  | 音樂會                                                  |
| 4            | 3月7日   | 香港       | 香港   | 紅磡香港體育館                  | 音樂會                                                  |
| 5            | 3月8日   | 香港       | 香港   | 紅磡香港體育館                  | 音樂會                                                  |
| 多倫多演唱會 |          |            |        |                                 |                                                         |
| 6            | 12月14日 | 加拿大     | 多倫多 | Niagara Fallsview Casino Resort | 曲目主要取自港樂音樂會 又和倫永亮合唱〈明星〉向黃霑致敬 |
| 7            | 12月15日 | 加拿大     | 多倫多 | Niagara Fallsview Casino Resort | 曲目主要取自港樂音樂會 又和倫永亮合唱〈明星〉向黃霑致敬 |

| 場次 | 日期           | 國家／地區 | 城市   | 場館                     | 備註                             |
| ---- | -------------- | ---------- | ------ | ------------------------ | -------------------------------- |
| 1    | 2005年11月10日 | 香港       | 香港   | 紅磡香港體育館           | 固定嘉賓：Soler                  |
| 2    | 2005年11月11日 | 香港       | 香港   | 紅磡香港體育館           | 固定嘉賓：Soler                  |
| 3    | 2005年11月12日 | 香港       | 香港   | 紅磡香港體育館           | 固定嘉賓：Soler                  |
| 4    | 2005年11月13日 | 香港       | 香港   | 紅磡香港體育館           | 固定嘉賓：Soler                  |
| 5    | 2006年8月15日  | 中国大陆   | 北京   | 人民大会堂               |                                  |
| 6    | 2006年8月18日  | 中国大陆   | 上海   | 上海大舞台               |                                  |
| 7    | 2006年8月26日  | 臺灣       | 台北   | 台北小巨蛋               |                                  |
| 8    | 2006年8月27日  | 臺灣       | 台北   | 台北小巨蛋               |                                  |
| 9    | 2006年9月9日   | 美国       | 舊金山 | Lake Tahoe Outdoor Arena |                                  |
| 10   | 2006年11月18日 | 中国大陆   | 南京   | 五台山體育館             | 《林憶蓮“依然風尚”南京演唱會》   |
| 11   | 2006年12月2日  | 马来西亚   | 雲頂   | 雲星劇場                 |                                  |
| 12   | 2006年12月9日  | 新加坡     | 新加坡 | 新加坡室內體育館         |                                  |
| 13   | 2007年2月24日  | 澳門       | 澳門   | 金沙娛樂場               | 無對外售票，演出僅對賭場貴賓開放 |

| 場次                   | 日期           | 國家／地區   | 城市                             | 場館                                    | 備註                   |
| 憶蓮 Live 07           | 憶蓮 Live 07   | 憶蓮 Live 07 | 憶蓮 Live 07                     | 憶蓮 Live 07                            | 憶蓮 Live 07           |
| ---------------------- | -------------- | ------------ | -------------------------------- | --------------------------------------- | ---------------------- |
| 1                      | 2007年11月9日  | 香港         | 香港                             | 九龍灣國際展貿中心匯星 Star Hall        | 首位於此場地演唱的歌手 |
| 2                      | 2007年11月10日 | 香港         | 香港                             | 九龍灣國際展貿中心匯星 Star Hall        | 首位於此場地演唱的歌手 |
| 3                      | 2007年11月11日 | 香港         | 香港                             | 九龍灣國際展貿中心匯星 Star Hall        | 首位於此場地演唱的歌手 |
| 4                      | 2007年11月12日 | 香港         | 香港                             | 九龍灣國際展貿中心匯星 Star Hall        | 首位於此場地演唱的歌手 |
| 5                      | 2007年11月13日 | 香港         | 香港                             | 九龍灣國際展貿中心匯星 Star Hall        | 首位於此場地演唱的歌手 |
| 6                      | 2007年11月14日 | 香港         | 香港                             | 九龍灣國際展貿中心匯星 Star Hall        | 首位於此場地演唱的歌手 |
| 7                      | 2007年11月15日 | 香港         | 香港                             | 九龍灣國際展貿中心匯星 Star Hall        | 首位於此場地演唱的歌手 |
| 8                      | 2007年11月16日 | 香港         | 香港                             | 九龍灣國際展貿中心匯星 Star Hall        | 首位於此場地演唱的歌手 |
| 9                      | 2007年11月17日 | 香港         | 香港                             | 九龍灣國際展貿中心匯星 Star Hall        | 首位於此場地演唱的歌手 |
| 10                     | 2007年11月18日 | 香港         | 香港                             | 九龍灣國際展貿中心匯星 Star Hall        | 首位於此場地演唱的歌手 |
| 憶蓮 Live 08           |                |              |                                  |                                         |                        |
| 11                     | 2008年6月29日  | 中国大陆     | 南京                             | 五台山體育館                            |                        |
| 12                     | 2008年7月12日  | 中国大陆     | 上海                             | 上海大舞台                              |                        |
| 13                     | 2008年9月13日  | 美国         | 舊金山                           | Harrah's Rincon                         |                        |
| 14                     | 2008年10月18日 | 新加坡       | 新加坡                           | 新加坡室內體育館                        |                        |
| 15                     | 2008年11月22日 | 臺灣         | 台北                             | 台北國際會議中心                        |                        |
| 16                     | 2008年11月23日 | 臺灣         | 台北                             | 台北國際會議中心                        |                        |
| 17                     | 2008年12月20日 | 中国大陆     | 北京                             | 首都體育館                              |                        |
| 憶蓮 Live 09           |                |              |                                  |                                         |                        |
| 18                     | 2009年1月29日  |              | 珀斯                             | Grand Ballroom                          |                        |
| 19                     | 2009年1月31日  | 墨爾本       | Crown Melbourne Casino Palladium |                                         |                        |
| 20                     | 2009年6月28日  | 加拿大       | 多倫多                           | Casino Rama Resort Entertainment Centre |                        |
| 21                     | 2009年8月8日   | 中国大陆     | 廣州                             | 广州体育馆                              |                        |
| 22                     | 2009年8月15日  | 中国大陆     | 昆明                             | 新亞洲體育城體育館                      |                        |
| 23                     | 2009年8月22日  | 澳門         | 澳門                             | 金光綜藝館                              |                        |
| 24                     | 2009年11月28日 | 马来西亚     | 吉隆坡                           | 亞通體育館                              |                        |
| 一〇憶蓮               |                |              |                                  |                                         |                        |
| 25                     | 2010年2月19日  | 中国大陆     | 上海                             | 上海大舞台                              |                        |
| 26                     | 2010年4月10日  | 中国大陆     | 佛山                             | 嶺南明珠體育館                          |                        |
| 27                     | 2010年4月17日  | 中国大陆     | 北京                             | 首都体育馆                              |                        |
| 28                     | 2010年7月31日  | 中国大陆     | 鄭州                             | 鄭州國際會展中心                        |                        |
| 2011憶蓮澳洲悉尼演唱會 |                |              |                                  |                                         |                        |
| 29                     | 2011年2月3日   |              | 悉尼                             | 星億賭場                                |                        |
| 30                     | 2011年2月4日   |              | 悉尼                             | 星億賭場                                |                        |

| 場次             | 日期           | 國家／地區     | 城市           | 場館                            | 備註                                      |
| Sandy Lam MMXI   | Sandy Lam MMXI | Sandy Lam MMXI | Sandy Lam MMXI | Sandy Lam MMXI                  | Sandy Lam MMXI                            |
| ---------------- | -------------- | -------------- | -------------- | ------------------------------- | ----------------------------------------- |
| 1                | 2011年9月23日  | 香港           | 香港           | 紅磡香港體育館                  |                                           |
| 2                | 2011年9月24日  | 香港           | 香港           | 紅磡香港體育館                  |                                           |
| 3                | 2011年9月25日  | 香港           | 香港           | 紅磡香港體育館                  |                                           |
| 4                | 2011年12月24日 | 美国           | 拉斯維加斯     | MGM Grand Garden Arena          | 嘉賓：側田                                |
| 5                | 2011年12月26日 | 美国           | 舊金山         | Nob Hill Masonic Auditorium     |                                           |
| Sandy Lam MMXII  |                |                |                |                                 |                                           |
| 6                | 2012年3月3日   | 香港           | 香港           | 紅磡香港體育館                  |                                           |
| 7                | 2012年3月4日   | 香港           | 香港           | 紅磡香港體育館                  |                                           |
| 8                | 2012年4月6日   | 新加坡         | 新加坡         | 新加坡室內體育館                |                                           |
| 9                | 2012年4月14日  | 中国大陆       | 廣州           | 广州体育馆                      |                                           |
| 10               | 2012年7月28日  | 马来西亚       | 吉隆坡         | 國家體育館                      |                                           |
| 11               | 2012年8月4日   | 澳門           | 澳門           | 金光綜藝館                      |                                           |
| 12               | 2012年8月10日  | 中国大陆       | 北京           | 萬事達中心                      |                                           |
| 13               | 2012年8月18日  | 臺灣           | 台北           | 台北小巨蛋                      |                                           |
| 14               | 2012年10月6日  | 中国大陆       | 深圳           | 深圳灣體育中心「春繭」體育館    |                                           |
| 15               | 2012年10月13日 | 中国大陆       | 成都           | 四川省體育館                    |                                           |
| 16               | 2012年10月27日 | 中国大陆       | 佛山           | 嶺南明珠體育館                  |                                           |
| 17               | 2012年11月24日 | 中国大陆       | 南寧           | 廣西體育中心體育館              |                                           |
| 18               | 2012年12月15日 | 中国大陆       | 杭州           | 黃龍體育中心體育館              |                                           |
| 19               | 2012年12月23日 | 中国大陆       | 寧波           | 鄞州体育馆                      |                                           |
| Sandy Lam MMXIII |                |                |                |                                 |                                           |
| 20               | 2013年1月12日  | 马来西亚       | 檳城           | 槟城国际体育竞技场              |                                           |
| 21               | 2013年1月19日  | 臺灣           | 高雄           | 高雄巨蛋                        |                                           |
| 22               | 2013年1月26日  | 中国大陆       | 廈門           | 廈門國際會展中心                |                                           |
| 23               | 2013年2月16日  | 美国           | 拉斯維加斯     | The Colosseum at Caesars Palace |                                           |
| 24               | 2013年2月17日  | 美国           | 拉斯維加斯     | The Colosseum at Caesars Palace |                                           |
| 25               | 2013年3月16日  | 中国大陆       | 貴陽           | 金陽會展中心一號館              |                                           |
| 26               | 2013年3月31日  | 美国           | 紐約           | Foxwoods Resort Casino          |                                           |
| 27               | 2013年4月3日   | 加拿大         | 多倫多         | Casino Rama                     |                                           |
| 28               | 2013年5月11日  | 中国大陆       | 上海           | 上海大舞台                      |                                           |
| 29               | 2013年5月18日  | 中国大陆       | 天津           | 天津體育館                      |                                           |
| 30               | 2013年5月25日  | 中国大陆       | 濟南           | 濟南奧林匹克體育中心體育館      |                                           |
| 31               | 2013年6月15日  | 中国大陆       | 廣州           | 廣州國際體育演藝中心            |                                           |
| 32               | 2013年10月29日 | 英国           | 倫敦           | 漢默史密斯阿波羅                | 原定於2013年4月21日舉行，由於活動衝突延期 |

| 場次                                                         | 日期                                            | 國家／地區                                      | 城市                                            | 場館                                            | 備註                                            |
| 第一階段：Pranava 造樂者 世界巡迴演唱會（23場）              | 第一階段：Pranava 造樂者 世界巡迴演唱會（23場） | 第一階段：Pranava 造樂者 世界巡迴演唱會（23場） | 第一階段：Pranava 造樂者 世界巡迴演唱會（23場） | 第一階段：Pranava 造樂者 世界巡迴演唱會（23場） | 第一階段：Pranava 造樂者 世界巡迴演唱會（23場） |
| ------------------------------------------------------------ | ----------------------------------------------- | ----------------------------------------------- | ----------------------------------------------- | ----------------------------------------------- | ----------------------------------------------- |
| 1                                                            | 2016年3月25日                                   | 香港                                            | 香港                                            | 紅磡香港體育館                                  |                                                 |
| 2                                                            | 2016年3月26日                                   | 香港                                            | 香港                                            | 紅磡香港體育館                                  |                                                 |
| 3                                                            | 2016年3月27日                                   | 香港                                            | 香港                                            | 紅磡香港體育館                                  |                                                 |
| 4                                                            | 2016年3月28日                                   | 香港                                            | 香港                                            | 紅磡香港體育館                                  |                                                 |
| 5                                                            | 2016年6月17日                                   | 臺灣                                            | 台北                                            | 台北小巨蛋                                      |                                                 |
| 6                                                            | 2016年6月18日                                   | 臺灣                                            | 台北                                            | 台北小巨蛋                                      |                                                 |
| 7                                                            | 2016年7月23日                                   | 新加坡                                          | 新加坡                                          | 星宇表演藝術中心                                |                                                 |
| 8                                                            | 2016年9月10日                                   | 中国大陆                                        | 北京                                            | 首都体育馆                                      |                                                 |
| 9                                                            | 2016年10月22日                                  | 中国大陆                                        | 深圳                                            | 深圳灣體育中心「春繭」體育館                    |                                                 |
| 10                                                           | 2016年11月5日                                   | 中国大陆                                        | 南京                                            | 南京奧林匹克體育中心體育館                      |                                                 |
| 11                                                           | 2016年12月10日                                  | 中国大陆                                        | 廣州                                            | 廣州國際體育演藝中心                            |                                                 |
| 12                                                           | 2017年1月7日                                    | 中国大陆                                        | 重慶                                            | 重慶國際博覽中心中央大廳                        |                                                 |
| 13                                                           | 2017年1月14日                                   | 中国大陆                                        | 上海                                            | 梅賽德斯-奔馳文化中心                           |                                                 |
| 14                                                           | 2017年3月4日                                    | 澳門                                            | 澳門                                            | 金光綜藝館                                      |                                                 |
| 15                                                           | 2017年3月18日                                   | 中国大陆                                        | 昆明                                            | 昆明滇池國際會展中心12號館                      |                                                 |
| 16                                                           | 2017年7月1日                                    | 中国大陆                                        | 青島                                            | 國信體育館                                      |                                                 |
| 17                                                           | 2017年7月15日                                   | 中国大陆                                        | 杭州                                            | 黃龍體育中心體育館                              |                                                 |
| 18                                                           | 2017年7月22日                                   | 中国大陆                                        | 東莞                                            | 東風日產文體中心                                |                                                 |
| 19                                                           | 2017年8月3日                                    |                                                 | 悉尼                                            | 星億賭場                                        |                                                 |
| 20                                                           | 2017年8月5日                                    | 墨爾本                                          | Melbourne Convention and Exhibition Centre      |                                                 |                                                 |
| 21                                                           | 2017年8月7日                                    | 新西兰                                          | 奧克蘭                                          | The Trusts Arena                                |                                                 |
| 22                                                           | 2017年9月9日                                    | 中国大陆                                        | 佛山                                            | 嶺南明珠體育館                                  |                                                 |
| 23                                                           | 2017年9月15日                                   | 中国大陆                                        | 武漢                                            | 武漢體育中心體育館                              |                                                 |
| 第二階段：Pranava Encore 造樂者 世界巡迴演唱會 安可場（9場） |                                                 |                                                 |                                                 |                                                 |                                                 |
| 24                                                           | 2017年10月27日                                  | 香港                                            | 香港                                            | 紅磡香港體育館                                  |                                                 |
| 25                                                           | 2017年10月28日                                  | 香港                                            | 香港                                            | 紅磡香港體育館                                  |                                                 |
| 26                                                           | 2017年10月29日                                  | 香港                                            | 香港                                            | 紅磡香港體育館                                  |                                                 |
| 27                                                           | 2017年10月30日                                  | 香港                                            | 香港                                            | 紅磡香港體育館                                  |                                                 |
| 28                                                           | 2017年12月9日                                   | 中国大陆                                        | 西安                                            | 曲江國際會展中心B4館                            |                                                 |
| 29                                                           | 2017年12月16日                                  | 中国大陆                                        | 紹興                                            | 紹興市奧體中心體育館                            |                                                 |
| 30                                                           | 2018年1月13日                                   | 中国大陆                                        | 天津                                            | 天津體育中心（大館）                            |                                                 |
| 31                                                           | 2018年1月27日                                   | 中国大陆                                        | 上海                                            | 梅賽德斯-奔馳文化中心                           |                                                 |
| 32                                                           | 2018年1月28日                                   | 中国大陆                                        | 上海                                            | 梅賽德斯-奔馳文化中心                           |                                                 |

| 場次                           | 日期                           | 城市                           | 場館                           | 備註                                        |
| 迴響 Resonance 2025 巡迴演唱會 | 迴響 Resonance 2025 巡迴演唱會 | 迴響 Resonance 2025 巡迴演唱會 | 迴響 Resonance 2025 巡迴演唱會 | 迴響 Resonance 2025 巡迴演唱會              |
| ------------------------------ | ------------------------------ | ------------------------------ | ------------------------------ | ------------------------------------------- |
| 1                              | 2025年2月22日                  | 深圳                           | 深圳灣體育中心「春繭」體育場   |                                             |
| 2                              | 2025年3月1日                   | 廈門                           | 厦门体育中心体育场             |                                             |
| 3                              | 2025年3月8日                   | 南寧                           | 廣西體育中心體育場             |                                             |
| 4                              | 2025年3月22日                  | 昆明                           | 新亞洲體育城星耀體育場         |                                             |
| 5                              | 2025年4月5日                   | 武漢                           | 五環體育中心體育場             |                                             |
| 6                              | 2025年4月12日                  | 廣州                           | 廣州大學城體育中心體育場       |                                             |
| 7                              | 2025年4月19日                  | 常州                           | 常州奧體中心體育場             |                                             |
| 8                              | 2025年5月2日                   | 南昌                           | 南昌国际体育中心体育场         |                                             |
| 9                              | 2025年5月10日                  | 杭州                           | 黃龍體育中心體育場             |                                             |
| 10                             | 2025年5月17日                  | 成都                           | 東安湖體育公園主體育場         |                                             |
| 11                             | 2025年5月24日                  | 北京                           | 工人體育場                     |                                             |
| 12                             | 2025年5月31日                  | 太原                           | 山西體育中心體育場             |                                             |
| 13                             | 2025年6月21日                  | 汕頭                           | 汕頭體育中心體育場             |                                             |
| 14                             | 2025年7月5日                   | 上海                           | 上海体育场                     |                                             |
| 15                             | 2025年7月12日                  | 南京                           | 南京奧體中心體育場             |                                             |
| 16                             | 2025年7月19日                  | 澳門                           | 威尼斯人綜藝館                 |                                             |
| 17                             | 2025年7月25日                  | 澳門                           | 威尼斯人綜藝館                 | 原定日期為7月20日，因颱風「韋帕」而延期舉行 |
| 18                             | 2025年7月26日                  | 澳門                           | 威尼斯人綜藝館                 | 加場                                        |
| 19                             | 2025年7月27日                  | 澳門                           | 威尼斯人綜藝館                 | 加場                                        |
| 20                             | 2025年8月2日                   | 長春                           | 长春经济技术开发区体育场       |                                             |
| 21                             | 2025年8月9日                   | 青島                           | 青岛体育中心国信体育场         |                                             |
| 22                             | 2025年9月13日                  | 天津                           | 天津奥林匹克中心体育场         |                                             |
| 23                             | 2025年9月20日                  | 温州                           | 溫州奧林匹克體育中心體育場     |                                             |
| 24                             | 2025年10月2日                  | 佛山                           | 世紀蓮體育中心體育場           |                                             |
| 25                             | 2025年10月7日                  | 合肥                           | 合肥體育中心體育場             |                                             |
| 26                             | 2025年10月18日                 | 長沙                           | 賀龍體育中心體育場             |                                             |
| 27                             | 2025年10月25日                 | 蘇州                           | 蘇州奧林匹克體育中心體育場     |                                             |
| 28                             | 2025年11月1日                  | 郑州                           | 鄭州奧林匹克體育中心體育場     |                                             |
| 29                             | 2025年11月8日                  | 西安                           | 西安奥体中心体育场             |                                             |
| 30                             | 2025年11月15日                 | 重慶                           | 重慶市奧林匹克體育中心體育場   |                                             |
| 待公布                         | 2025年11月22日                 | 湖州                           | 湖州奥体中心体育场             |                                             |
|                                | 2025年12月6日                  | 福州                           | 福州海峽奧林匹克體育中心體育場 |                                             |

### 紀念音樂會
| 年份   | 音樂會                           | 表演                                                                    |
| ------ | -------------------------------- | ----------------------------------------------------------------------- |
| 2003年 | 繼續張國榮音樂會                 | 〈當愛已成往事〉、〈至少還有你〉、〈共同度過〉                          |
| 2013年 | 903 id club 拉闊思念會追憶林振強 | 〈不再問究竟〉、〈依然〉、〈休止符〉、〈哭〉、 〈當天那真我〉、〈多謝〉 |
| 2013年 | 梅艷芳。10。思念。音樂。會       | 〈蔓珠沙華〉                                                            |

### 商業二台《創作人音樂會》
| 年份   | 表演                                                                 |
| ------ | -------------------------------------------------------------------- |
| 1989年 | 〈一舞傾情〉、〈燒〉                                                 |
| 1990年 | 〈心仍是冷〉、〈都市心〉、〈曾相識〉、〈事後〉、〈傾斜〉             |
| 1991年 | 〈我要〉、〈滴汗〉、〈一分鐘都市一分鐘戀愛〉、〈靜夜的單簧管〉       |
| 1992年 | 〈你令我性感〉、〈多得他〉、〈當愛已成往事〉、〈不捨不棄〉、〈醒醒〉 |
| 1993年 | 〈情人〉、〈薔薇之戀〉、〈愛過就是完全〉、〈早晨〉、〈還有〉         |
| 1995年 | 林憶蓮以神秘嘉賓身份出現                                             |

### 商業電台《除夕龍鳳配‧亂點鴛鴦譜》
| 年份   | 表演                | 原唱          |
| ------ | ------------------- | ------------- |
| 1990年 | 〈心醉〉            | 邊界          |
| 1991年 | 〈秋去秋來/哭砂〉   | 葉蒨文/黃鶯鶯 |
| 1992年 | 〈細水長流 〉       | 蔡齡齡        |
| 1993年 | 〈Love Is Forever〉 | 李樂詩        |
| 1994年 | 〈冷戰〉            | 王菲          |
| 1995年 | 〈繾綣星光下〉      | 關淑怡        |

### 電視音樂特輯
| 首播   | 音樂特輯                       | 演出                                                         |
| ------ | ------------------------------ | ------------------------------------------------------------ |
| 1987年 | 《每段路》MV                   | 呂方、林憶蓮（客串）                                         |
| 1989年 | 《今夕何夕》                   | 林憶蓮、王敏德、葉麗儀、倫永亮、白韻琴、呂有慧、曾江、黃秋生 |
| 1992年 | 《林憶蓮音樂特輯之情傾黃埔江》 | 林憶蓮                                                       |
| 1992年 | 《現代愛情戀曲之野花》         | 林憶蓮、梁朝偉                                               |
| 1994年 | 《巨星濃情純影集之心窗》       | 林憶蓮、梁朝偉                                               |
| 1994年 | 《流浪花》原版MV               | 呂方、林憶蓮（女主角）                                       |

### 電視劇
| 首播        | 劇名           | 角色                          | 電視台   | 備註                     |
| ----------- | -------------- | ----------------------------- | -------- | ------------------------ |
| 1984-1985年 | 《左鄰右里》   | 招家二女矇豬（英文名：Sandy） | 香港電台 | 飾演診所護士             |
| 1985年      | 《溫馨集》     |                               | 香港電台 |                          |
| 1990年      | 《同居三人組》 | 劉綺君                        | 無綫電視 | 客串四集，飾演新入行記者 |

### 電影
| 首播   | 劇名           | 角色                    | 導演     | 備註                   |
| ------ | -------------- | ----------------------- | -------- | ---------------------- |
| 1984年 | 《聖誕快樂》   | 健康舞班同學            | 高志森   | 客串                   |
| 1985年 | 《龍鳳智多星》 | 單眼皮                  | 黎應就   | 林憶蓮的銀幕初吻       |
| 1986年 | 《冒牌大賊》   | 蒙珠                    | 黎應就   |                        |
| 1988年 | 《猛鬼學堂》   | Miss Bad Luck（掃把星） | 劉鎮偉   | 臺灣譯名《捉鬼特訓班》 |
| 1988年 | 《群龍奪寶》   | 卓非凡二女              | 袁振洋   |                        |
| 1988年 | 《繼續跳舞》   | 精神病人                | 甘國亮   | 客串                   |
| 1989年 | 《打工狂想曲》 | Candy Lam               | 錢永強   |                        |
| 1990年 | 《亂世兒女》   | Pao                     | 泰迪羅賓 |                        |
| 1991年 | 《歲月的童話》 | 成年的岡島妙子          | 高畑勳   | 動畫配音               |

### 廣播劇
| 首播   | 電台            | 劇名             | 角色   |
| ------ | --------------- | ---------------- | ------ |
| 1990年 | 香港電台        | 《情是永遠著迷》 | 周小姐 |
| 2000年 | 新城電台        | 《7年3日》       | 姚月簪 |
| 2002年 | 商業電台叱咤903 | 《日與夜》       | 趙雅芝 |

### 紀錄片
| 首播   | 節目                                             | 演出 |
| ------ | ------------------------------------------------ | ---- |
| 2011年 | 《香港看世界 Hong Kong to the World : 生機再現》 | 旁白 |

### 教育節目
| 首播   | 節目               | 演出               |
| ------ | ------------------ | ------------------ |
| 1989年 | 《聽歌學英文》     | 〈You Are My Man〉 |
| 1995年 | 《群星匯正音1995》 | 嘉賓（第3-4集）    |

### 訪談節目
| 首播   | 節目                                           | 主持人/旁白          |
| ------ | ---------------------------------------------- | -------------------- |
| 1993年 | 《八美顯芳華》第3集                            | 陳海琪               |
| 1999年 | 《小燕 Window》                                | 張小燕               |
| 2000年 | 《夜光家族》2000-01-12期                       | 光禹                 |
| 2000年 | 《Vani 電台訪問》2000-01-18期                  | 雲妮                 |
| 2000年 | 新城廣播劇《7年3日》張國榮林憶蓮訪談 2000-03期 |                      |
| 2001年 | 《哈囉各位觀眾》2001-11-24期                   | 曾寶儀、黃子佼       |
| 2001年 | 《封面人物》 2001-12-18期                      | 張清芳               |
| 2005年 | 《先睇星期四之記憶蓮載》                       | 吳君如               |
| 2006年 | 《Azio電視特輯—林憶蓮》2006-07-29期            | 侯佩岑、王文華       |
| 2006年 | 《桃色蛋白質》2006-07-31期                     | 吳淡如、天心         |
| 2006年 | 《康熙來了》2006-08-29期                       | 蔡康永、徐熙娣       |
| 2006年 | 《Vani 有約會》2006-12期                       | 雲妮                 |
| 2008年 | 《京華茶館》2008-11-11期                       |                      |
| 2008年 | 《國光幫幫忙》2008-11-14 第945集               | 屈中恆、孫鵬、庹宗康 |
| 2008年 | 《娛樂@亞洲》2008-11-15期                      | 侯佩岑               |
| 2008年 | 《魯豫有約》2008-12-05期                       | 陳魯豫               |
| 2010年 | 《可凡傾聽》回味上海—林憶蓮專訪 2010-01-31期   | 曹可凡               |
| 2010年 | 《陳蓉博客》2010-01-17期                       | 陳蓉                 |
| 2012年 | 《姊妹淘心話》2012-07-12 第204集               | 黄嘉千、艾力克斯     |
| 2012年 | 《佼個朋友吧》2012-07-22期                     | 黃子佼               |
| 2012年 | 《優酷名人坊》135期                            | 莎娜                 |
| 2012年 | 《光榮綻放》2012-08-07期                       | 田歌                 |
| 2012年 | 《音樂五四三》2012-09-15期                     | 馬世芳               |
| 2014年 | 《1圈圈 星光背後》2014-01-18期                 | 梁泰來               |
| 2014年 | 《Made in Hong Kong 李志剛》2014-01-29期       | 李志剛               |

## 跨媒體藝術作品
2011年，香港《時尚芭莎》雜誌（Harper's Bazaar）邀請林憶蓮及五位來自不同界別的香港藝術家（余家安、Virgile Simon Bertrand、李志超、杜子卿、陳志毅）組成六人的藝術家團隊「Canto 6」，創作出圍繞六個主題的跨媒體藝術作品，並於7月7-17日在香港九龍塘又一城商場展出作品。
在這次活動中，Canto 一詞語帶雙關。在意大利語裏，Canto 的意思是「歌唱」；在英語則可以解作「廣東」。例如，香港流行音樂（廣東歌、粵語歌）就叫做「cantopop」。Canto 6 的創作靈感源自《The World in Six Songs》一書，書中提到世界上的音樂可以劃分為六大主題： Friendship、Joy、Comfort、Knowledge、Religion、Love（友誼、歡欣、安慰、知識、宗教、愛情）。Canto 6 也根據這六個主題創作出當代視覺藝術作品。
林憶蓮同時兼任藝術家和所有作品的模特兒。在「KNOWLEDGE. SANDY」中，憶蓮以藝妓及日本能劇的演出為藍本，借鏡其獨特的肢體語言，優雅地穿上和脫下13層衣服，表現出世的感覺。此外，憶蓮她挑戰了體能極限，穿着禮服，繫上六磅重的鉛，直落很深的泳池底徒手潛水，讓攝影師為她拍攝相片及影片。藝術展除了展出《時尚芭莎》雜誌的照片外，還有雕塑及短片，其中一部短片是林憶蓮創作的影音作品〈Love-Damaged〉。

## 書籍作品
| 書名                                       | 發行日       | 出版社                       | ISBN               |
| ------------------------------------------ | ------------ | ---------------------------- | ------------------ |
| 《My Shanghai: Through Tastes & Memories》 | 2004年4月1日 | Times Editions               | ISBN 9789812328328 |
| 《上海回味》                               | 2004年7月    | Times Editions               | ISBN 9789812328335 |
| 《私の美味しい上海》                       | 2005年10月   | ブルースインターアクションズ | ISBN 9784860201319 |
| 《忆莲带路:尝上海民间滋味》                | 2007年10月   | 青島出版社                   | ISBN 9787543642706 |

## 公益活動
作為公眾人物，林憶蓮向來熱心公益，致力呼籲人關注環保、領養動物、乳癌防治、婚姻平權、救助兒童和保護弱勢社群等社會議題。
1992年6月，林憶蓮與香港世界宣明會前往中國大陸廣西貧困地區白褲瑤，作為期五天的探訪，親身體驗落後地區人民的苦況，並首次作曲，與倫永亮合力譜寫宣明會《共創明天》重建家園計劃的主題曲〈不捨不棄〉。1993年3月，隨香港世界宣明會前往孟加拉，為《饑饉三十》作四天親善探訪。2001年，身爲中華兒童暨家庭扶助基金會義工的林憶蓮，透過基金會領養了其他國家需要資助的兒童，甚至親自到過印度及斯里蘭卡去探視自己認養的小孩。12月，為患愛滋病兒童籌款灌錄的英文歌〈Get Here〉。12月14日，林憶蓮在台北南港101義演「emome333原來...林憶蓮音樂會」，捐款撥給家扶基金會。
2002年11月，林憶蓮擔任中國大陸麥當勞和中華慈善總會世界兒童日探訪嘉賓，前往廣西橫縣地區向小學生派發《新華字典》，鼓勵學生努力學習。她又與陶喆合唱麥當勞世界兒童日慈善主題曲〈他們都是我們的孩子〉。2006年11月20日，以兒童日大使身份擔任《麥當勞世界兒童日2006音樂會》表演嘉賓。2008年3月，宣佈支持「監護者早期教育中心」建立新校舍，為學習遲緩小朋友提供早期教育及訓練，聯同Kiehl's 籌募經費，4月推出首批有親筆簽名的《憶蓮Live 07》DVD 作義賣。
2008年5月，林憶蓮通過江蘇省紅十字會捐出10萬元賑濟四川汶川大地震災民，並在出席賑災慈善拍賣晚宴上拍賣演出服裝及40張南京演唱會簽名門票。6月1日，憶蓮參與香港舉行的《演藝界512關愛行動》，繼續為四川災民籌款。7月，她赴東京參與《Heart Aid 四川》活動。其後，更拿出兩幅親自繪畫的油畫，在網上拍賣籌款。
2009年4月，林憶蓮出席香港「地球之友全港最艱辛植樹活動 綠野先鋒2009」，宣揚環保及愛護大自然訊息。9月，她以「救助兒童會」愛心大使的身份，遠赴雲南會見曾被拐賣當性工作者的孩子，也接觸到身體殘障及物資貧乏的兒童。10月，林憶蓮昨日出席世界自然基金會「減碳．塑未來」比賽的啟動儀式，分享「低碳」生活心得。12月，她參加了救助兒童會的「織善冷帽」慈善義賣活動，藉此喚醒市民對兒童權利的關注，以及幫助發展中國家的嬰兒。11月20日，擔任《麥當勞世界兒童日2010音樂會》表演嘉賓。
2011年3月，林憶蓮以救助兒童會宣傳大使身份呼籲人支持日本大地震的受影響的兒童。4月，為《國家地理頻道》拍攝保護環境訊息片段，藉以喚醒市民對環境保護的重要性。
2012年2月，林憶蓮
10月，首次出席雅詩蘭黛公司發起的乳癌防治宣導活動。2013年，林憶蓮聯同多位國際名人藝人，包括日本天后濱崎步、時裝設計師何志恩、梁漢文及太太林文慧、新加坡歌手陳潔儀以及名模 Cara G.、Rosemary、姚書軼、陳嘉容等，參與雅詩蘭黛公司發起的全球「關注乳癌運動」，一同拍攝了多款寫真，藉此宣揚「團結力量、戰勝乳癌」的訊息。
2014年，她跟張惠妹，蔡健雅及那英無酬演出，先後在台北和香港兩地舉辦 Project WAO 慈善音樂會，呼籲人關注受家暴和性侵犯傷害的婦女，捐款撥給台灣都市人基金會和香港護苗基金。7月，她擔任「大自然保護協會」的智然先鋒，拍攝短片鼓勵人支持協會的保育工作。林憶蓮也曾多次帶同自己領養的愛犬 Dizzy 參與救狗之家（Hong Kong Dog Rescue）發起的活動，鼓勵人領養狗隻。2014年10月，林憶蓮親身參與「護苗教育巡迴車」的課程，與小朋友一同透過輕鬆愉快的學習環境，學習保護自己免受性侵犯。
2015年4月19日，林憶蓮以神秘天后的身份參與全球首個由視障人士策劃並於完全黑暗環境下舉行的《暗中作樂 2015 Concert in the Dark》演唱會，期間跟倫永亮演出了三首歌曲，演出的收益撥捐「對話體驗」(香港)基金會。
2016年，林憶蓮以愛心大使身分，自費飛到台灣，出席「讓愛滋長、伴我飛翔」關懷愛滋公益園遊會，以行動力挺，用愛與影響力，感染更多朋友關懷愛滋這個議題。除了宣導愛滋的正確觀念之外，林憶蓮透過與愛滋感染朋友的互動，以行動破除大眾對愛滋的偏見。其後，林憶蓮先後在台灣舉行的 Pranava 造樂者演唱會和「愛最大」婚姻平權公益演唱會裏，為婚姻平權送上祝福。2017年5月，林憶蓮跟華語樂壇八位女歌手張惠妹、那英、蔡健雅、蔡依林、A-Lin、楊丞琳、蕭亞軒、小S，共同為「國際不再恐同日」重新發表歌曲〈We Are One〉。
2018年9月，她跟蕭芳芳再度合作，聯同影后劉嘉玲、毛舜筠、惠英紅，歌后張惠妹、鄭秀文、容祖兒參與 Harper's BAZAAR ICONS Exhibition，為護苗基金籌款。

## 私人生活

### 親情
林憶蓮父親林德華是職業二胡樂手，曾受聘於香港中樂團；母親李佩華是金鳳越劇團（由長城電影公司坤角女小生向群開設）的首屆越劇訓練班學員，曾在大會堂演出的《碧玉簪》中飾演春香。受母親影響，林憶蓮也略懂越劇，並曾於1991年的《歡樂滿東華》中表演過越劇〈黛玉葬花〉。《野花》專輯裏〈再生戀〉一曲開首的上海話唸白正是來自〈黛玉葬花〉。
林憶蓮是家中長女，有兩個弟弟。幼弟林泳頤 Wayne Lam 曾任滾石唱片製作助理，名字出現於林憶蓮1996年的專輯《感覺完美》、《I Swear 愛是唯一》、《夜太黑》、EP《Love Returns》，以及現場錄音專輯《記得憶蓮盛放》中。
2001年初專輯《2001蓮》宣傳期間，身在台灣的林憶蓮獲悉定居上海的母親患癌，她為了照顧母親，就停下宣傳工作飛到上海。其後，她和丈夫、女兒一家三口移居中國大陸，在上海住了一年半，2001年12月推出的《原來…》碟內文案透露悼念亡母。
另外，她是香港資深男演員胡楓的契女；她稱劉美君為姐姐，與張學友亦一直以兄妹相稱。

### 感情
林憶蓮至今有過四段公開的戀情，對象全是她的工作夥伴。第一段是她十多歲在商業電台認識的 DJ 同事陳輝虹，但這段早戀很快就告終。其後她有兩位未經證實的緋聞男友，一位是她在商台時的監製李進，另一位是 CBS Sony 公司的唱片監製馮鏡輝。1987年，她首次跟形象指導及排舞老師許願合作，其後公開戀情，許願擔任其唱片監製及形象設計，曾合組製作公司星工廠，1991年宣布分手。
1992年，她與台灣音樂人李宗盛合作，其後便傳出兩人相戀，但這段感情處理得十分低調。1998年1月20日，她和李宗盛在台灣舉行記者會，正式宣布婚訊，並證實已經懷孕的消息，兩人2月22日在加拿大溫哥華舉行婚禮，同年5月17日下午一時零一分，林憶蓮在台灣剖腹生女，取名李喜兒。婚姻期間，他們一家曾在溫哥華、台北、上海、新加坡、北京居住，數次傳出婚變。2004年7月12日，李宗盛在聲明中以他寫的〈領悟〉歌詞「我們的愛若是錯誤，願你我沒有白白受苦」，為他和林憶蓮的6年婚姻做註解。林憶蓮也託經紀公司發出題名為「7.10怪風」的聲明，其中引用了〈微涼〉原曲〈And So It Goes〉的歌詞「And when it goes, it goes」，表達她的心情﹕「沒有想過要為自己的婚姻狀況寫聲明，的確有一陣莫名的荒謬感... 做了一些準備，迎接各自的未來...就讓生命多添一種顏色吧。」
2004年離婚後，林憶蓮決定帶女兒回港居住。聖誕節期間，她與舊男友、任職EMI亞太區新媒體副總裁的陳輝虹重拾情緣。2006年8月，陳輝虹向傳媒承認與林憶蓮再次分手。
2011年，週刊報道林憶蓮與鼓手恭碩良傳出戀情。2013年6月10日，林憶蓮在 Facebook 首度承認與恭碩良相戀。2019年5月，林憶蓮被傳媒拍到與前夫李宗盛帶同女兒在台北聚餐，證實二人離婚多年仍保持友好關係。2020年2月6日，林憶蓮在社交網站證實她跟恭碩良在2019年1月已經分手。

## 註腳
1. ↑  1985年，林憶蓮成為香港電台電視部兼職女演員。
2. ↑  雖然林憶蓮在1985年才推出首張個人專輯, 不過她在1984年9月15-16日舉辦的《初戀五重奏》音樂劇中，已首度演出了自己這張專輯裏的一首作品〈搖擺口紅〉。
3. ↑  時至今日，仍有不少的香港影視作品，引用了「我空虛、我寂寞、我凍」這句歌詞。例如，在電影《九品芝麻官》裏，蔡少芬對周星馳就用了「我空虛、我寂寞、我凍」作為台詞。
4. ↑  張國榮非常欣賞《Ready》專輯中的《滴汗〉一曲。1989年，張國榮推出翻唱專輯《Salute》, 原意是要向前輩致敬, 但亦同時選唱了後輩林憶蓮的〈滴汗〉。
5. ↑  《憶蓮意亂情迷1991》原本聲明只開六場，絕不加場。不過由於華東水災，後來憶蓮決定臨時義演第七場（稱為「憶蓮 意亂情迷一九九一意外續篇」），所有捐款不扣除任何開支全部用以華東賑災。[28]
6. ↑  製作人許願表示，〈沒結果〉原是為《野花》專輯而寫的。〈沒結果〉裏有句歌詞説：「或許我是野花，偏你是野草」，正是要配合《野花》這個主題。
7. ↑  林憶蓮和李宗盛合唱的〈當愛已成往事〉原先收錄在1993年李宗盛的《霸王别姬電影原聲帶》、林憶蓮的《不如重新開始》和《不必在乎我是誰》專輯中。1995年，張國榮錄製了一個獨唱版，收錄在他的專輯《寵愛》中。
8. ↑  〈沙文〉的 MV 有以下兩個版本: Youtube 版和微博版。
9. ↑  原唱郭小霖。此歌收錄於《點指星Sing 12"》專輯中。
10. ↑  原唱林志美。此歌收錄於《點指星Sing 12"》專輯中。
11. ↑  商業電台「永不放棄行動」主題曲，與彭羚合唱。
12. ↑  跟齊豫合唱。此歌收錄於滾石唱片（新加坡）發行的《齊手相蓮》精選專輯中。
13. ↑  收錄於《Love Is The Answer》專輯，只在新加坡推出。
14. ↑  跟陶喆灌綠麥當勞世界兒童日慈善主題曲。
15. ↑  林憶蓮作曲及主唱。
16. ↑  與許志安、梁漢文、倫永亮合唱。
17. ↑  林憶蓮為日本大地震災民打氣而親自創作的單曲。
18. ↑  Project WAO 主題曲。
19. ↑  收錄於五月天《女也 Herstory with Mayday》專輯。
20. ↑  收錄於《不完全自救手册》合輯。
21. ↑  張艾嘉V.S.林憶蓮兩個女人的真情對話。隨《ELLE》雜誌1993年5月號（Taipei Edition）和1993年7月（Hong Kong）推出。
22. ↑  《星夜醉語戀歌集 紀念CD》由林憶蓮、鄭裕玲、張曼玉共同錄製，以抽獎形式送出。
23. ↑  這首歌的原曲是2014年 Project WAO 的主題曲，由蔡健雅、林憶蓮、那英和張惠妹主唱。
24. ↑  林泳頤在2001-2002年亦曾擔任王喜的唱片監製，包括專輯《喜新唱歌》和《起身叫我》，碟內〈戀愛是個海〉、〈起身叫我〉等是他作曲的。林泳頤是上尚日本火鍋料理的股東之一，2005年林憶蓮為尖沙咀的店舖剪綵。2011年，林憶蓮再為其弟的北京響料理主持開幕儀式，[186]並多次在微博貼出光顧的照片。

## 外部連結
- 林憶蓮的Facebook專頁
- 林憶蓮的Instagram帳戶
- 林憶蓮的Instagram帳戶
- 林憶蓮的新浪微博
- 林憶蓮的Youtube頻道 （页面存档备份，存于）
- 林憶蓮的小紅書 （页面存档备份，存于）